# No Cav

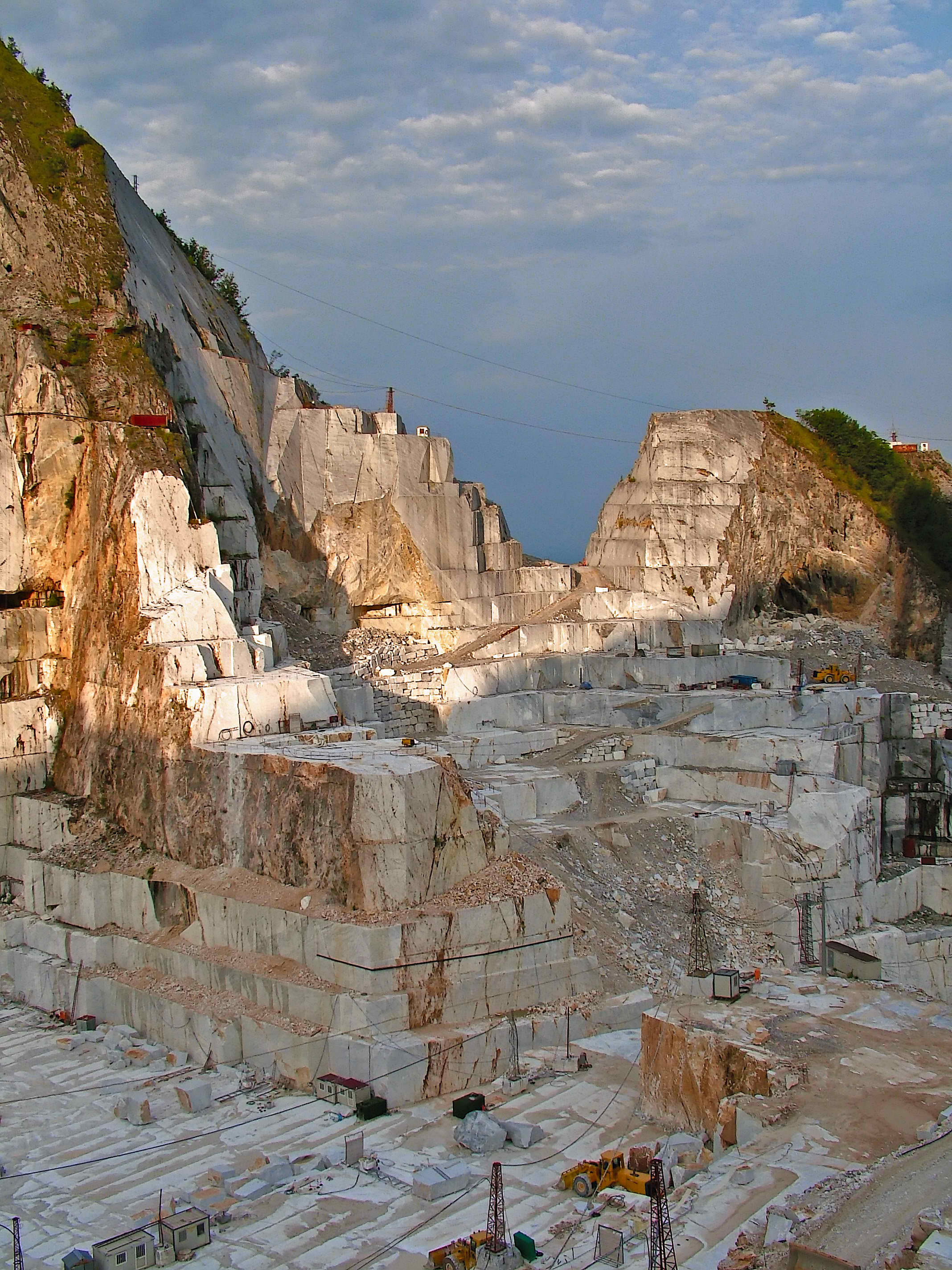
Abbau der Sorte „Bianco Gioia“ des Carrara-Marmors bei Carrara, 2010

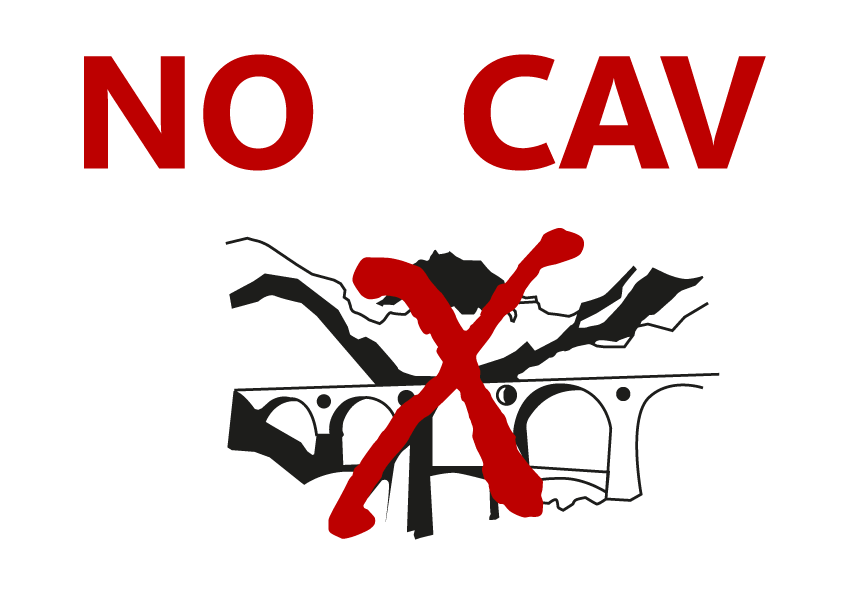
Logo NO CAV

Als No Cav wird eine Sammelungsbewegung aus Vereinen und Bürgergruppen in Italien bezeichnet, die den Abbau von Carrara-Marmor in den Steinbrüchen um Carrara in den Apuanischen Alpen kritisieren.
Diese ökologische Bewegung ist keine reine Protestbewegung, sondern sie betreibt fundierte Analysen, mit denen sie ihre Forderungen und Vorschläge entwickelt. Die No Cav-Bewegung setzt sich aus der Zivilgesellschaft mit Bürgerinitiativen, Vereinen, Parteien und Einzelpersonen zusammen. Sie nimmt nicht nur ökologische Themen auf, sondern auch soziale, wie die Situation der Steinbrucharbeiter. Sie ist international vernetzt. In Italien ist sie nicht nur regional, sondern sie ist auch international bekannt. In Deutschland ist das Umweltproblem des Marmorabbaus in den Apuanischen Alpen durch Fernsehfilme über Carrara-Marmor und seine Steinbrüche in jüngster Vergangenheit bekannt geworden.

## Name und Symbol

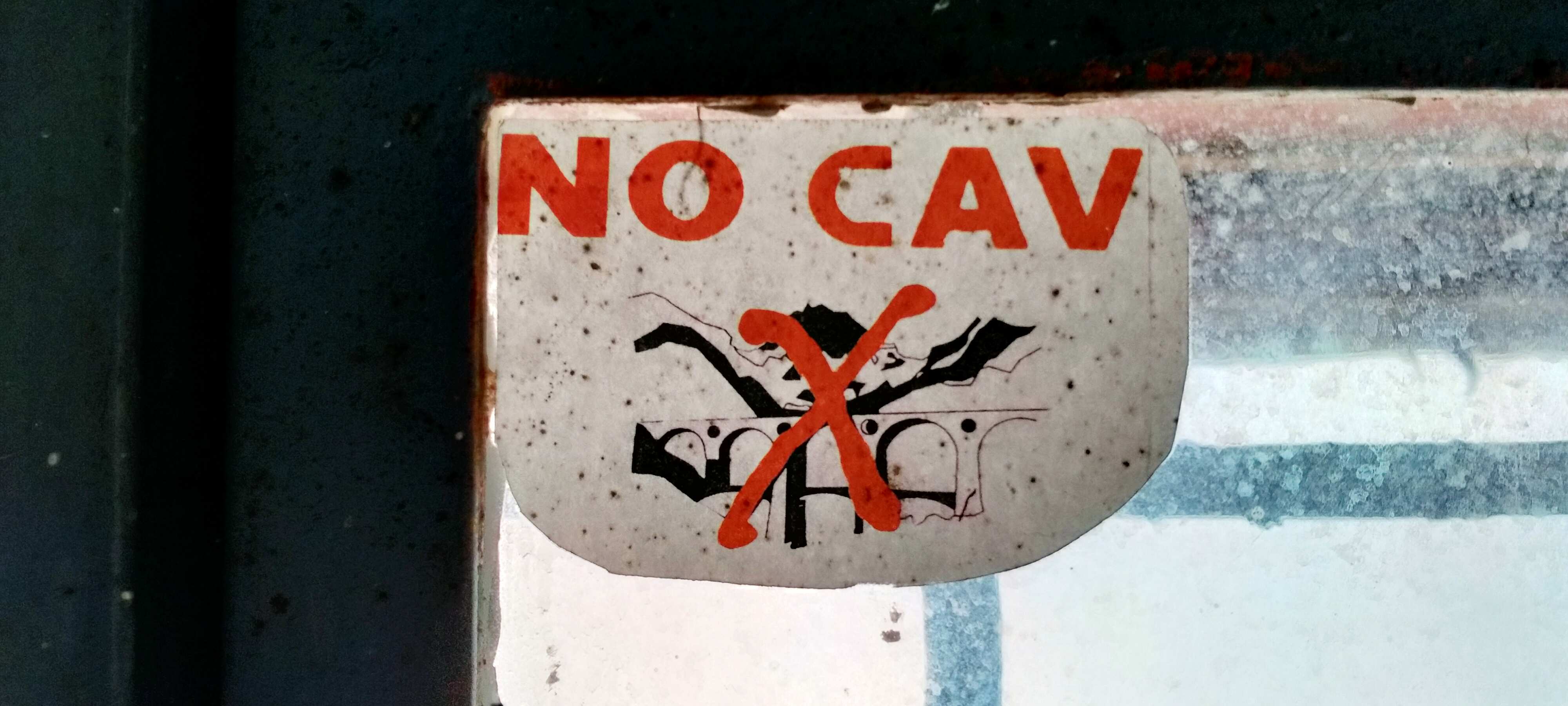
No-Cav-Sticker
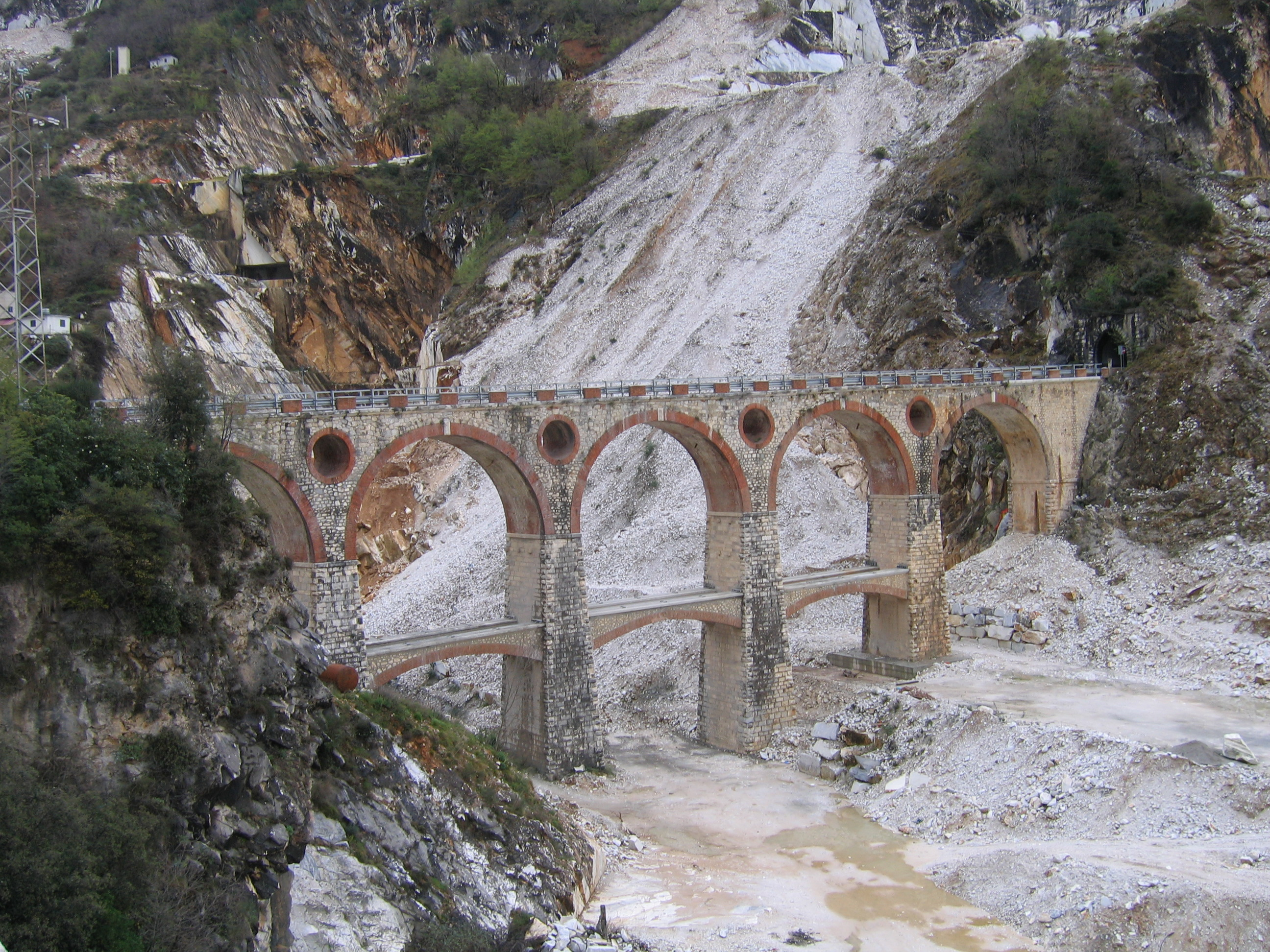
Vara-Viadukt

Der Begriff „No Cav“, eine Abkürzung für „No Cave“ (sinngemäß: Keine Steinbrüche), wurde erstmals 2014 in einem Artikel der toskanischen Tageszeitung Il Tirreno als Bezeichnung für die Aktivisten verwendet, die an einer Demonstration des Komitees Salviamo le Apuane (Lasst uns die Apuanische Alpen retten) teilgenommen hatten.
Das No-Cav-Symbol besteht aus einer stilisierten schwarz-weißen Darstellung des Vara-Viadukts, das die Carrara-Marmorbahn für den Rohblöcke-Transport nutzte. Dieses Brückensymbol wird von einem großen roten X durchgestrichen. Darüber befindet sich der ebenfalls rote Schriftzug in Majuskeln „NO CAV“ auf weißem Grund.
Dieses Banner ähnelt in seiner grafischen Gestaltung und Farbe dem Banner der „No-TAV-Bewegung“, die sich seit 2005 gegen das Eisenbahnprojekt Turin–Lyon in Oberitalien engagiert. Das No-Cav-Symbol tauchte erstmals im Jahr 2020 bei einer Demonstration des Umweltschützers Gianluca Briccolani auf, der im folgenden Jahr zusammen mit Claudio Grandi und anderen den Verein Apuane Libere (Apuanische Freiheit) gegründet hat.
Das Symbol und die inhaltliche Bestimmung von „No Cav“ werden weder von allen Gruppen der Bewegung verwendet noch von allen akzeptiert. Viele ziehen es stattdessen vor, sich begrifflich in anderer Form zu definieren.

## Umweltschutzprojekt

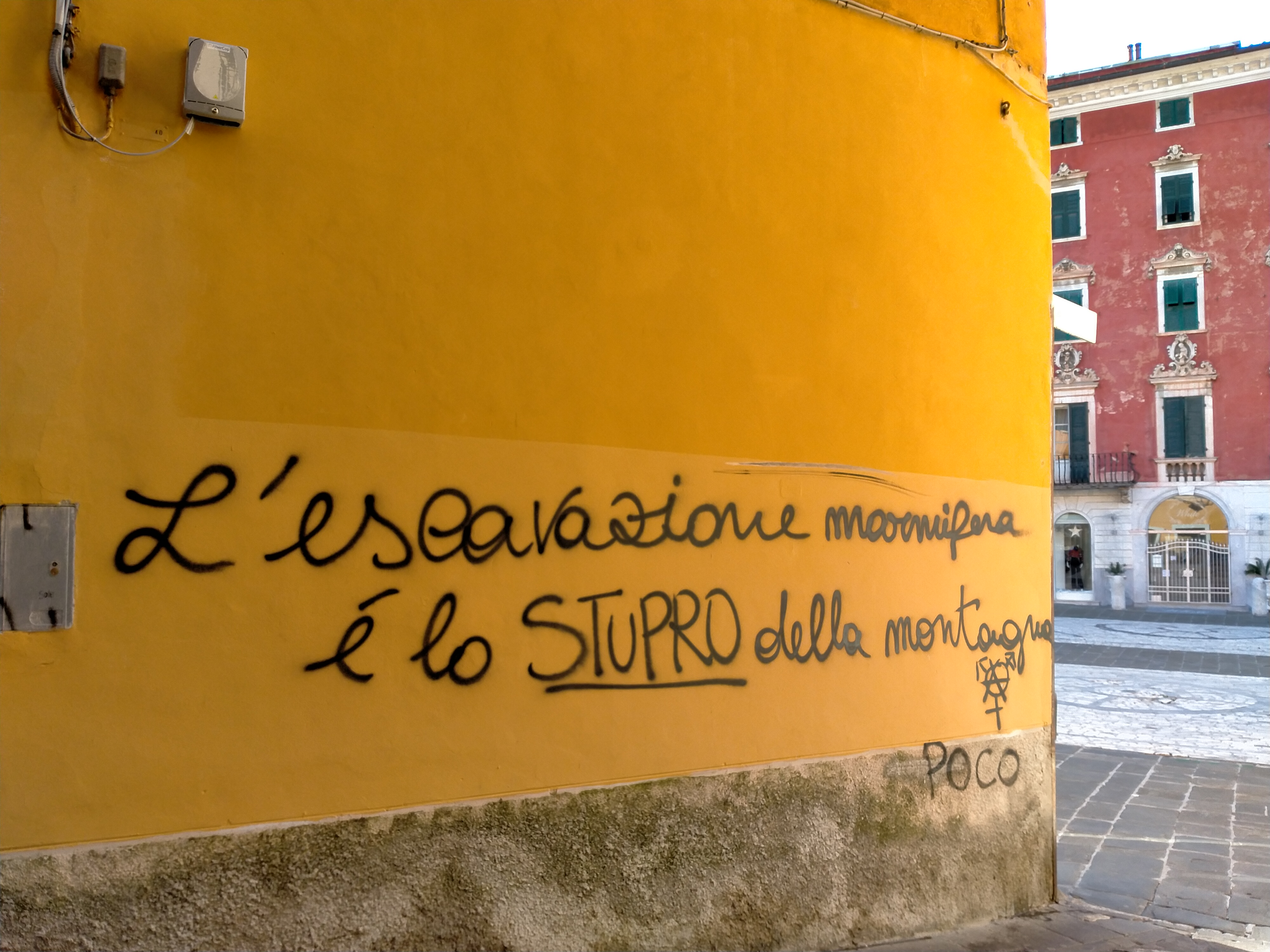
No Cav-Slogan an einer Wand in Carrara, 2021

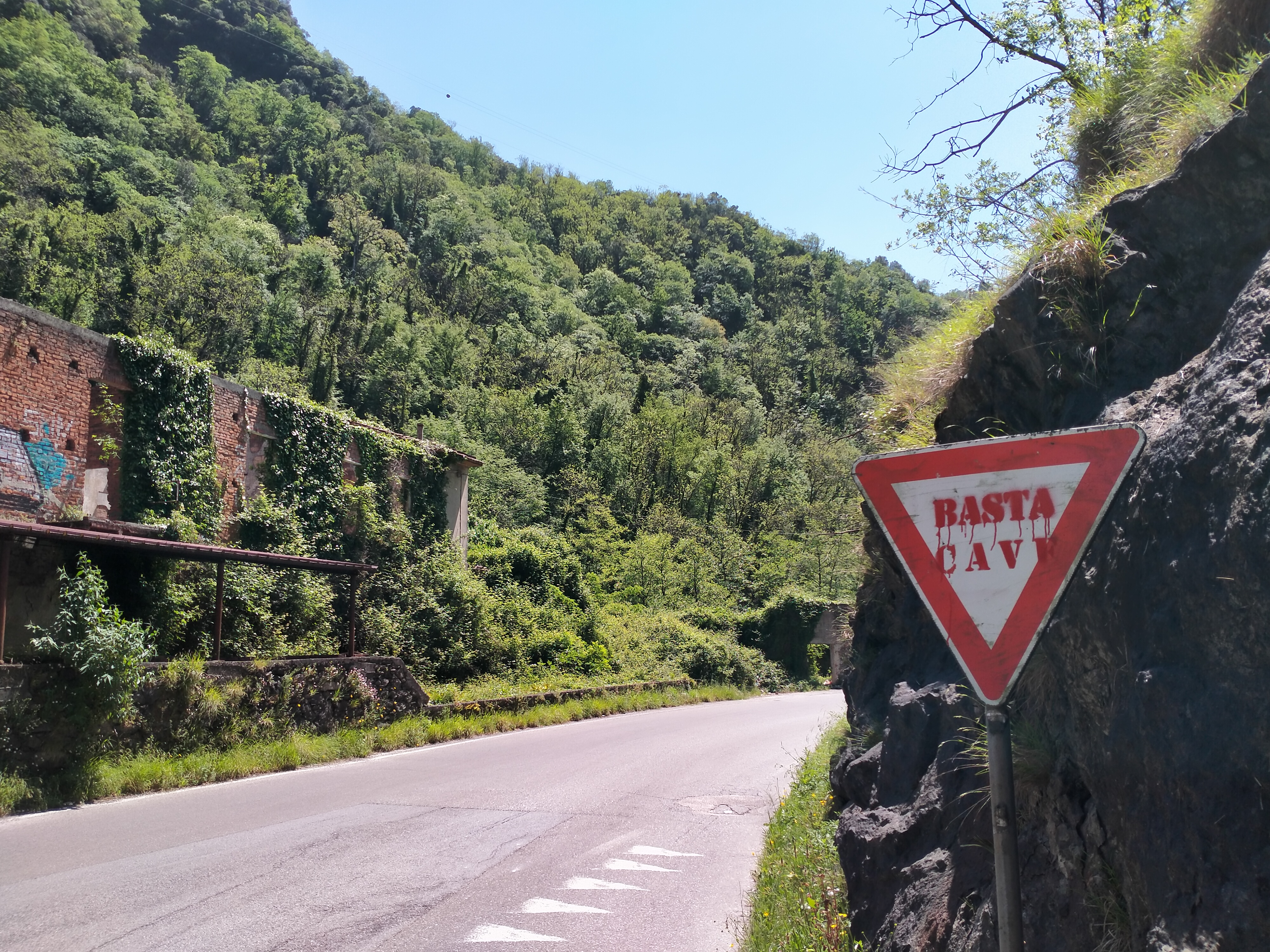
Basta-Cave-Slogan auf Verkehrsschild

Das No-Cav-Phänomen wird im Atlante Italiano dei Conflitti Ambientali-Portal, unter Global Environmental Justice Atlas (EJAtlas) von der Autonomen Universität Barcelona als Forschungsprojekt betreut und wird als „proaktiver Konflikt zugunsten nachhaltiger Alternativen“ eingestuft.
Im Laufe der Jahre ist es den Umweltschützern gelungen, in der Zivilgesellschaft eine breite Meinungsbewegung zu entwickeln, die für die Frage des Schutzes der Apuanische Alpen sensibilisiert ist.
Zu den von den No-Cav-Aktivisten angewandten Initiativen gehören Demonstrationen, Märsche, Petitionen an regionale und überregionale Behörden, Parlamente und politische Organe, Demonstrationen bei überregionalen Sportereignissen, wie dem Giro d’Italia 2021, oder auf dem Gipfel des Mont Blanc Straßenblockaden und Demonstrationen bei Gerichtsverfahren, politische Initiativen auf lokaler, regionaler und nationaler sowie auf europäischer Ebene. Ziel dieser Aktionen ist die Sensibilisierung der Öffentlichkeit sowie die Ausübung von Druck auf Wirtschaft und Politik.
Zu den Slogans, die auf den Demonstrationen zu hören waren, gehörten neben No Cav: Basta cave (= Keine Steinbrüche mehr), Giù le mani dalla montagna (Hände weg vom Berg), Fermiamo la devastazione delle Alpi Apuane (Stoppt die Verwüstung der Apuanischen Alpen), Help Apuan Alps (Hilf den Apuanischen Alpen), Le cave uccidono il passato e il futuro (Steinbrüche töten die Vergangenheit und die Zukunft), Excavation devastation (Ausgrabung Verwüstung) und andere.
Darüber hinaus hat die No-Cav-Bewegung zeitweise auch Umwelt- und Landschaftsschutzinitiativen, die nicht direkt mit der Apuanischen Sache zusammenhängen, unterstützt.

## Verbindungen

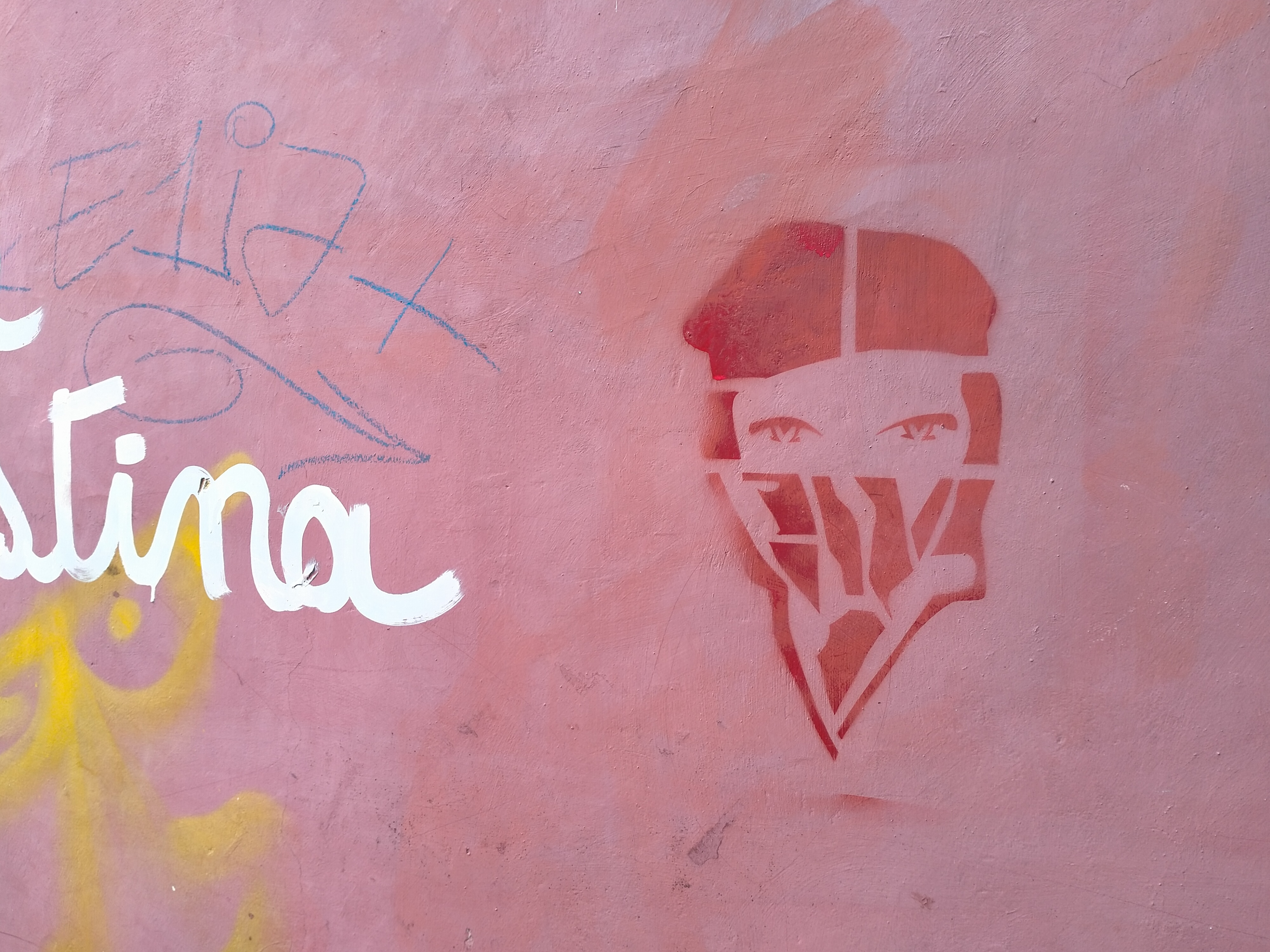
Logo der Gruppe No Cav Athamanta an einer Wand in Carrara, 2021

Zahlreiche und unterschiedliche Gruppen engagieren seit Jahren gegen den intensiven Bergbau in den Apuanischen Alpen:
- Umweltverbände, wie zum Beispiel Legambiente,[19] Gruppo d’Intervento Giuridico,[20] WWF,[21] Extinction Rebellion,[22] Sea Shepherd,[23] Amici della Terra, Apuane Libere, und andere[24]
- Höhlen- und Bergsteigergruppen, darunter Club Alpino Italiano,[25] Mountain Wilderness[26] und Federazione Italiana Escursionismo[27]
- Landschaftsschutzverbände wie Italia Nostra[28] und Fondo Ambiente Italiano[29]
- Ausschüsse und Bewegungen wie Salviamo le Apuane, Rete dei Comitati per la difesa del territorio,[30] Assemblea Permanente Carrara und Fridays for Future[31]
- Kollektive und Dorfgemeinschaftshäuser wie Athamanta[32] (benannt nach Athamanta di Corti, einer in den Apuani endemischen, vom Aussterben bedrohten Pflanze)[33]
- religiös inspirierte Gruppen wie Accademia Apuana della Pace[34]
- soziokulturelle Vereinigungen wie Arci[35][36]
- Verbände, die sich nicht direkt mit Umwelt- oder Landschaftsfragen befassen, wie z. B. Slow Food,[37] Giros und andere[38]
- Bürger, die keiner Vereinigung angehören, aber die Sache durch ihre Teilnahme an No-Cav-Initiativen unterstützen[39]

Zahlreiche italienische Intellektuelle und Persönlichkeiten setzen sich für den Schutz der Apuanischen Alpen ein. Dazu gehören: Andrea Camilleri, Moni Ovadia, Salvatore Settis, Adriano Prosperi, Paolo Maddalena, Tomaso Montanari, Roberta De Monticelli, Maurizio Maggiani, Mario Perrotta, Alberto Asor Rosa, Paolo Cognetti (der erklärte, er sei „wirklich untröstlich, aber auch wütend für die Situation der Apuanischen Alpen“), Enzo Fileno Carabba, Angelo Baracca, Vittorio Emiliani, Edoardo Salzano, Pancho Pardi, Alessandro Gogna, Claudio Lombardi, Alberto Magnaghi, Andrea Lanfri (der als Fürsprecher für eine große No-Cav-Veranstaltung im Jahr 2021 engagiert hatte) und Rossano Ercolini. Der Karikaturist Sergio Staino hat eine Karikatur zu diesem Thema gezeichnet. In den späten 2000er und frühen 2010er Jahren vertrat Beppe Grillo ebenfalls Positionen, die denen von No Cav nahe waren.
Die No-Cav-Kampagne bereitet sich auch über Italiens Landesgrenzen hinaus, insbesondere in Deutschland findet die Bewegung Anhänger. Internationale Persönlichkeiten, wie Vandana Shiva und Raul Zibechi, vertreten Positionen, die denen von No Cav nahe sind. Auf politischer Ebene wurde das unbequeme Thema der Schließung von Steinbrüchen von den Parteien häufig ignoriert. Ausnahmen bilden die Parteien Rifondazione Comunista, Potere al Popolo und einzelne Politiker wie Pietro Ichino und Tommaso Fattori, die sich für No Cav einsetzten. Erst 2021 nahm die Partei Europa Verde unter der Führung von Eros Tetti die Schließung von Steinbrüchen im regionalen Naturpark Apuanische Alpen in ihr Programm auf.

## Geschichte

### Bergbau in den Apuanischen Alpen

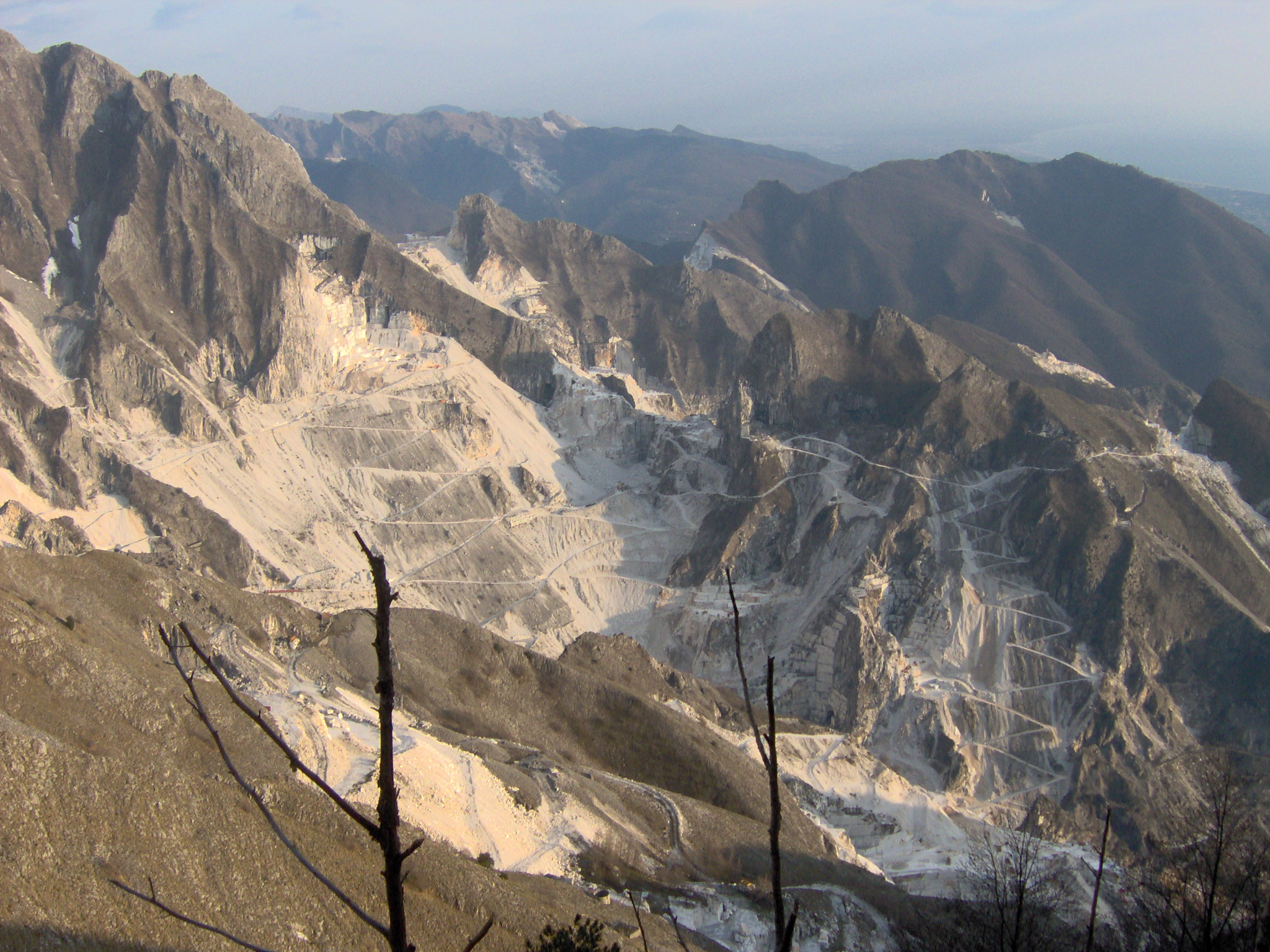
Die Steinbrüche von Campocecina aus gesehen und ihr Einfluss auf die Morphologie des Gebiets

Die Steinbrüche in den Apuanischen Alpen gab es wahrscheinlich schon in der Eisenzeit und wurden von den Ligurern genutzt. Die eigentliche Steinbruchtätigkeit entwickelte sich erst in der Römerzeit und erlebte ihren größten Aufschwung unter Gaius Iulius Caesar. Von den ältesten Steinbrüchen, die in den Becken von Torano, Miseglia und Colonnata liegen, sind kaum noch historische Spuren erhalten, weil die Bergbautätigkeit im Laufe der Jahrhunderte diese Spuren vernichtet hat. Dies gilt auch für Steinbrüche wie Polvaccio und Mandria (Torano) und Canalgrande (Miseglia). Die Steinbrüche von La Tagliata (Miseglia) und Fossacava (Colonnata) werden noch genutzt. Sie sind aus historisch-archäologischer und touristischer Sicht jedoch uninteressant. Ein weiterer Steinbruch, dessen Ursprung antiken Ursprungs ist, ist die sogenannte Cava Romana di Forno bei Massa. Das Umweltverträglichkeitszertifikat dieses Steinbruchs wurde 2017 wegen Umweltverstößen nicht erneuert.
Der Höhepunkt des Marmor-Abbaus wurde in der Renaissance erreicht. Auch Michelangelo nutze den Carrara-Marmor und suchte seine marmornen Blöcke dort selbst aus. Zwischen dem Ende des 18. und 19. Jahrhunderts kam es zu einem raschen Anstieg der Steinbrüche, die sich allmählich zunehmend in den Händen einiger weniger Großkonzessionäre befinden. Die damit verbundene „Industrialisierung“ des Bergbaus, zog zahlreiche Arbeitskräfte aus den Berggemeinden an und ließ sie aus ihrer traditionellen Tätigkeit in der Land- und Weidewirtschaft in den Bergbau abwandern. Aus dieser Zeit stammt auch der Bau der Carrara-Marmorbahn, aus der heute die Stadterneuerungsprojekte und der Hafen von Carrara resultieren. Dieser Prozess setzte sich bis ins 20. Jahrhundert hinein mit dem Bau von Transportwegen für den Marmor wie der Abzweigung der Balzone-Seilbahn im Jahr 1907 und der Abzweigung der Versilia-Straßenbahn, die 1923 eingeweiht wurde, nach Arni fort.
Neben dem Marmor wurden früher auch Mangan, Quecksilber, Eisen, Pyrit, Magnesit, Dolomit und andere Erze und Mineralien abgebaut. Im Jahr 2015 wurde eine schwere Thalliumvergiftung des Grundwassers von Pietrasanta festgestellt. Dieses hochgiftige wasserlösliche Schwermetallcarbonat soll aus drei Bergbauen von Valdicastello stammen, die in den 1980er Jahren aufgegeben und nie entgiftet bzw. rekultiviert wurden.
In den letzten Jahrzehnten hat die Bergbautätigkeit überproportional zugenommen: „In den letzten 20 Jahren wurde hier mehr abgebaut als in zweitausend Jahren Geschichte“, so das Magazin Focus. Allerdings berichtet der Corriere della Sera, dass die Zahl der direkt in den Steinbrüchen Beschäftigten von 16.000 in den 1950er Jahren auf heute etwa 1.000 gesunken sei.

### Schutz der Apuanischen Alpen

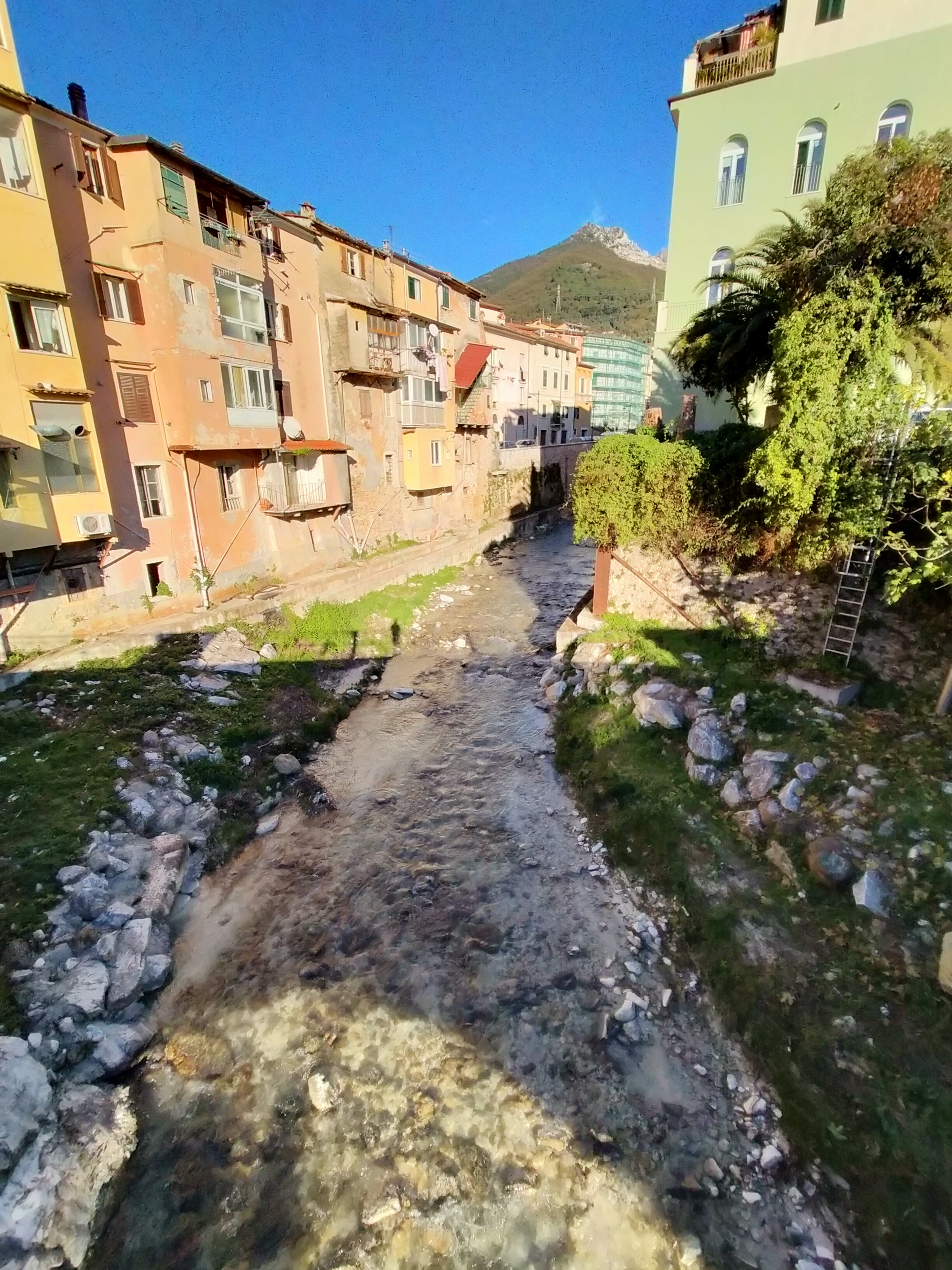
Marmettola (Marmorstaub) im Fluss Carrione, Carrara, 2021

Nach einer Unterschriftensammlung, die viele Jahre zuvor begonnen hatte, und der Vorlage eines Gesetzes über eine Volksinitiative im Jahr 1978 gründete die Region Toskana 1985 den Regionalen Naturpark Apuanische Alpen. Mit dem Regionalgesetz 65/1997 wurde der Umfang des Gebietes im Jahr 1997 von etwa 54.000 Hektar auf derzeit 20.598 Hektar reduziert, um die Marmorbrüche als „zusammenhängende Gebiete“ zu schützen („aree contigue“) und eingestuft wurden. Dank dieser Neueinstufung wies der Staatsrat im Jahr 2021 den Einspruch von Umweltverbänden gegen die Wiedereröffnung von Steinbrüchen in diesen Gebieten zurück, sofern sie nicht mit Schutzgebieten wie FFH-Gebiet, SIR oder Vogelschutzrichtlinie im Widerspruch stehen.
Bereits in den 1980er Jahren gab es jedoch Initiativen von Umweltschützern, die in den 1990er Jahren zur Schließung der Dolomia-Steinbrüche in Forno führten, ein Ortsteil von Massa. Seit dem Jahr 2000 gibt es Einsprüche von Umweltverbänden gegen die apuanische Marmorindustrie.
Im Jahr 2000 wurde durch ein noch heute gültiges nationales Gesetz die Einrichtung des Parco Archeominerario delle Alpi Apuane (Archäologie- und Bergbaupark der Apuanischen Alpen) beschlossen, um die Zeugnisse der antiken Bergbautätigkeit vor der aktuellen Bergbautätigkeit zu schützen. Die tatsächliche Einrichtung des Parks wurde jedoch trotz der positiven Stellungnahmen der lokalen Behörden seit 2006 ausgesetzt. Um diese Entwicklung zu dokumentieren, hat der Regionale Naturpark Apuanische Alpen im Jahr 2003 das Sistema museale di archeologia mineraria delle Alpi Apuane (Museumssystem der Bergbauarchäologie der Apuanischen Alpen) eingerichtet.
Aus den Erfahrungen dieser Auseinandersetzungen um den Erhalt der Apuanischen Alpen hat sich in den letzten Jahrzehnten des 20. Jahrhunderts hat sich die aktuelle No-Cav-Bewegung entwickelt. Laut dem Atlante Italiano dei Conflitti Ambientali (italienischen Atlas der Umweltkonflikte), der Teil des Environmental Justice Atlas (Atlas der Umweltgerechtigkeit) ist, hätte dieser „proaktive Konflikt zugunsten nachhaltiger Alternativen“ seinen Ursprung im Jahr 2009. In dem Jahr, in dem die von Eros Tetti gegründete Organisation Salviamo le Apuane die erste Online-Mobilisierung startete, die auf große Resonanz stieß und sich in der Folge über das gesamte Gebiet ausbreitete.
Bereits 2010 legte diese Bewegung einen Plan mit der Bezeichnung „PIPSEAA“ (Piano Programma di Sviluppo Economico Alternativo per le Apuane, Plan Alternatives Wirtschaftsentwicklungsprogramm für die Apuanischen Alpen) vor, der einen schrittweisen wirtschaftlichen Übergang der Region vorsieht, der es ermöglichen würde, sich ohne Beschäftigungsschocks vom Marmorabbau zu lösen.
Im Jahr 2014 genehmigte die toskanische Regionalregierung einen Plan zur „schrittweisen Schließung von Steinbrüchen“, der von der Regionalrätin Anna Marson gefördert und dann auf Druck der Confindustria zurückgezogen wurde.
Die Zeitung Il Tirreno verwendete erstmals den Begriff No Cav, um die Aktivisten zu bezeichnen, die sich gegen die apuanischen Steinbrüche einsetzen.
Im selben Jahr, nach einer weiteren Überschwemmung der Stadt Carrara, wurde die Assemblea Permanente Carrara (Ständige Versammlung von Carrara) gegründet, die zwei Monate lang das Rathaus besetzte. Diese Gruppe setzte sich für den Umweltschutz im Gebiet von Carrara ein und äußerte sich häufig sehr kritisch gegenüber dem Marmor-Abbau.
Im Jahr 2015 zog Tommaso Fattori mit der Liste Sì Toscana a sinistra (Ja, die Toskana ist links) in den Regionalrat der Toskana ein. Dies trug dazu bei den Druck auf die Steinbrüche aufrechtzuerhalten, u. a. durch die Einreichung zahlreicher Änderungsanträge zu regionalen Gesetzen.
Im Jahr 2016 wurde ein Zusammenschluss von Verbänden namens Coordinamento Apuano (Apuanische Koordinierung) gegründet, dem Legambiente, Salviamo le Apuane, WWF, C.A.I., FAI, Italia Nostra, Rete dei Comitati per la Difesa del Territorio, Società dei Territorialisti, UISP Lega Montagna, Federparchi, Società Speleologica Toscana, Amici delle Alpi Apuane, unterzeichneten ein Dokument mit dem Titel Manifesto per le Alpi Apuane (Manifest für die Apuanische Alpen), in dem sie einen Plan für einen umweltfreundlichen wirtschaftlichen Übergang vorstellten, der das apuanische Gebiet von der Marmorindustrie befreien und sich auf den Umwelt- und Landschaftsschutz, den Tourismus und die agroforstwirtschaftliche Produktion konzentrieren würde. In der Tat gibt es bereits wertvolle landwirtschaftliche und gastronomische Produktionen, darunter die Weinproduktion, insbesondere Candia dei Colli Apuani, die in den letzten Jahren einen Aufschwung erlebt hat und die gefördert und gestärkt werden könnte.
Die von Eros Tetti geführte Partei Europa Verde, die die Schließung der Steinbrüche im Regionalen Naturpark Apuanische Alpen anstrebt, schlug ein Referendum im Jahr 2020 für regionale Regelungen vor, die für Steinbrüche günstiger sind.
Im Jahr 2020 wurde außerdem eine Petition zur Einrichtung eines Nationalparks der Apuanische Alpen oder zur Zusammenlegung mit dem bereits bestehenden und angrenzenden Nationalpark Toskanisch-Emilianischer Apennin gestartet, um einen besseren Schutz des Gebirgszugs zu gewährleisten. Im selben Jahr wurde das Kollektiv Athamanta gegründet, das die Erfahrungen der Sozialzentren mit denen des Umweltschutzes verbindet. Die ersten No-Cav-Symbole auf Fahnen und Stickern erschienen 2020.
Im Jahr 2021 schlug die C.A.I. die Einrichtung eines Apuanischen Kulturparks vor (Parco Culturale delle Apuane).
Ebenfalls im Jahr 2021 wurde der Verein Apuane Libere gegründet. Im Juli desselben Jahres organisierte die neu gegründete Vereinigung eine große Demonstration, deren Sprecher Andrea Lanfri war und an der sich 31 weitere Gewerkschaften beteiligten. Bei dieser Gelegenheit kam es am Passo Sella zu Handgreiflichkeiten, als die Demonstranten mit einer von der Confindustria organisierten Gegendemonstration zur Unterstützung der Steinbrüche aufeinander stießen.
Im September 2021 legte die Vereinigung Salviamo le Apuane der UN-Arbeitsgruppe für Wirtschafts- und Menschenrechte (UN Working Group on Business and Human Right) ein umfangreiches Dossier über die Situation in Apuane vor, das mit Hilfe der Forscherin Chiara Macchi von der Universität Wageningen erstellt wurde.
Anfang 2022 lehnte der Staatsrat den Einspruch mehrerer Marmorunternehmen gegen den neuen Abbauplan der Region Toskana mit der Begründung ab, dass es das Recht und die Pflicht der Region sei, die Umwelt zu schützen, dies gelte insbesondere die einzigartigen Apuanische Alpen, auch wenn dies die Freiheit wirtschaftlicher Interessen einschränke.

## Auswirkungen durch den Marmor-Abbau

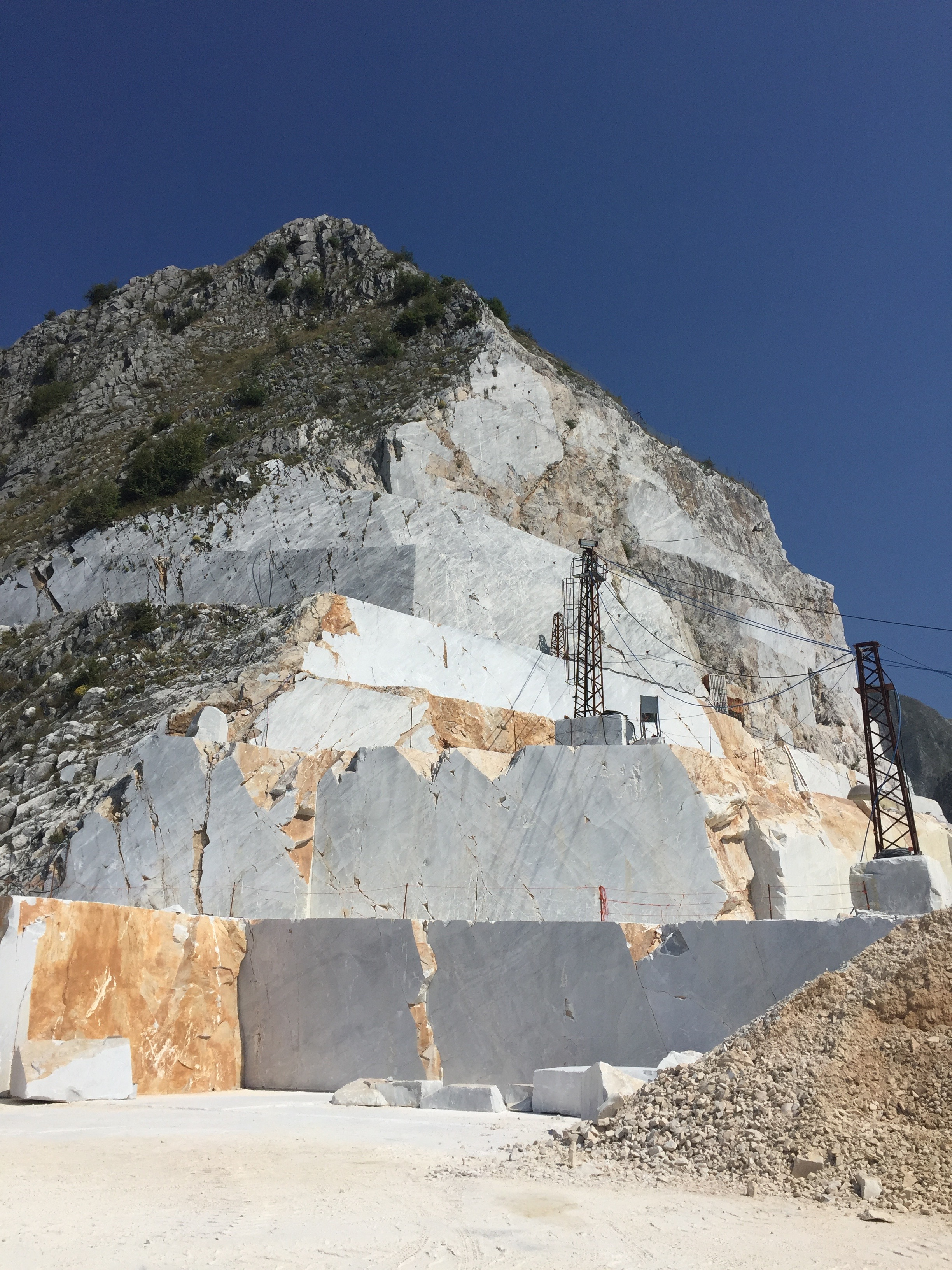
Abbau eines Bergprofils
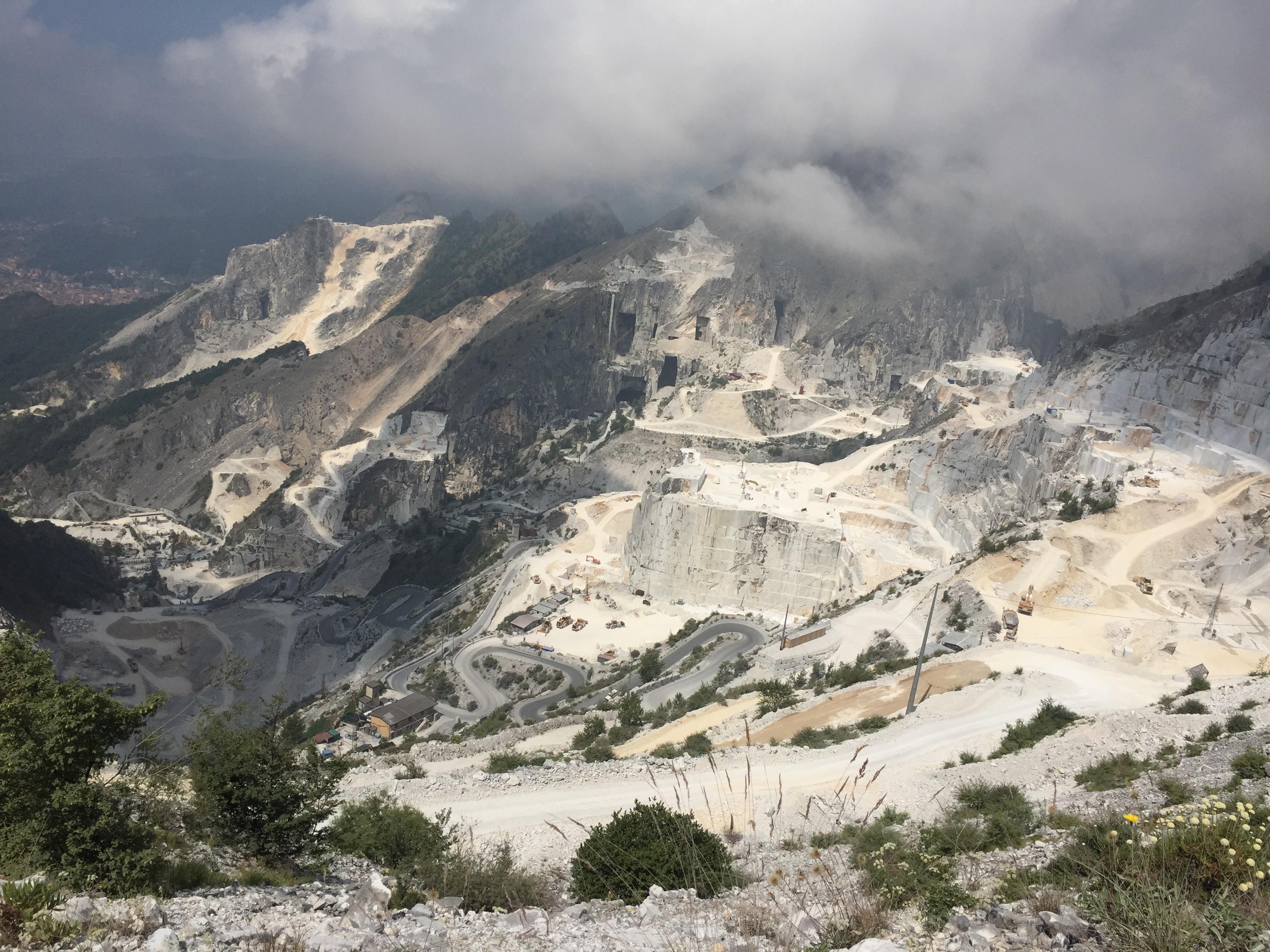
Eingriff in die Berglandschaft
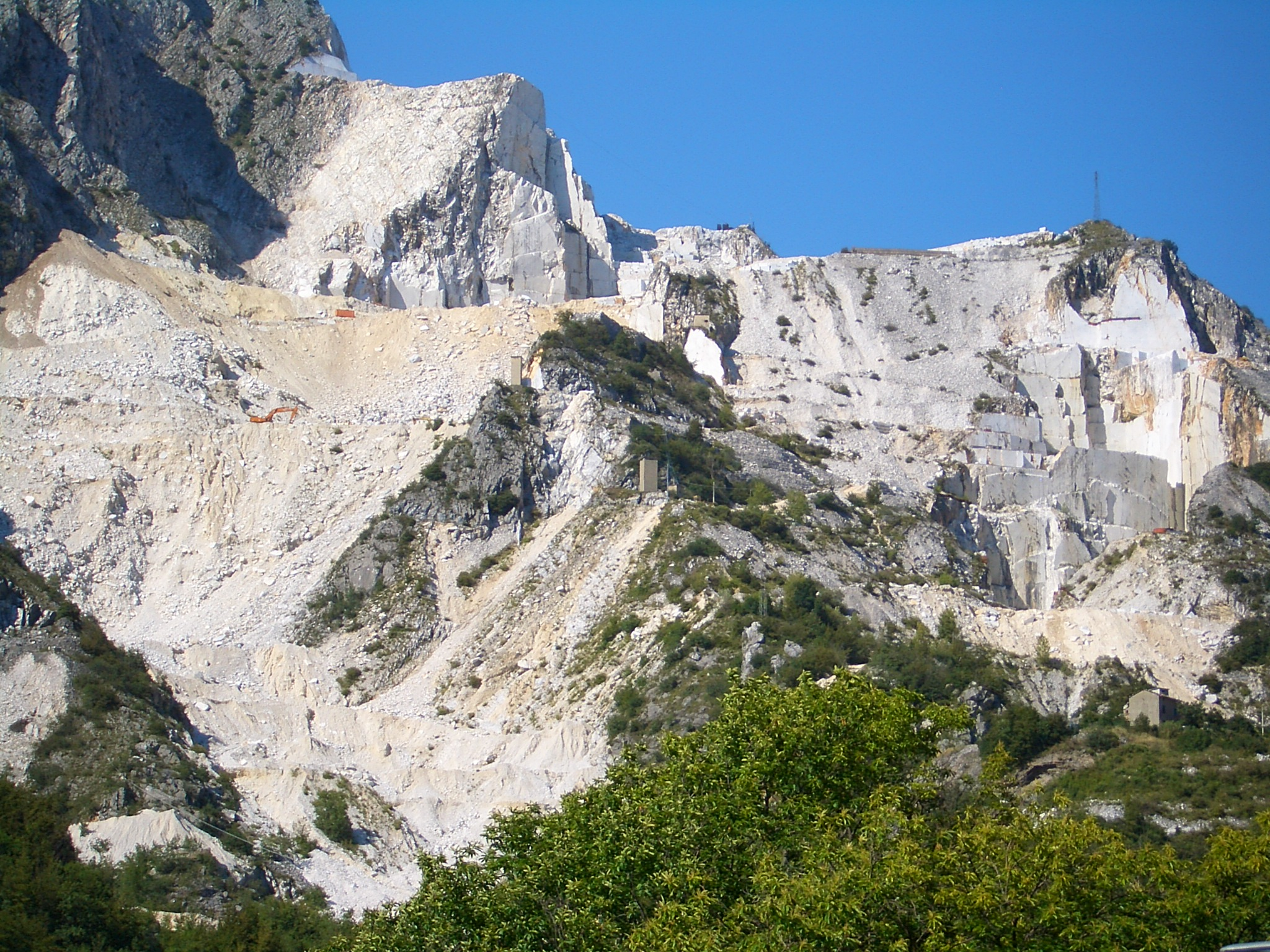
Marmor-Schutthalde (links) neben dem Steinbruch
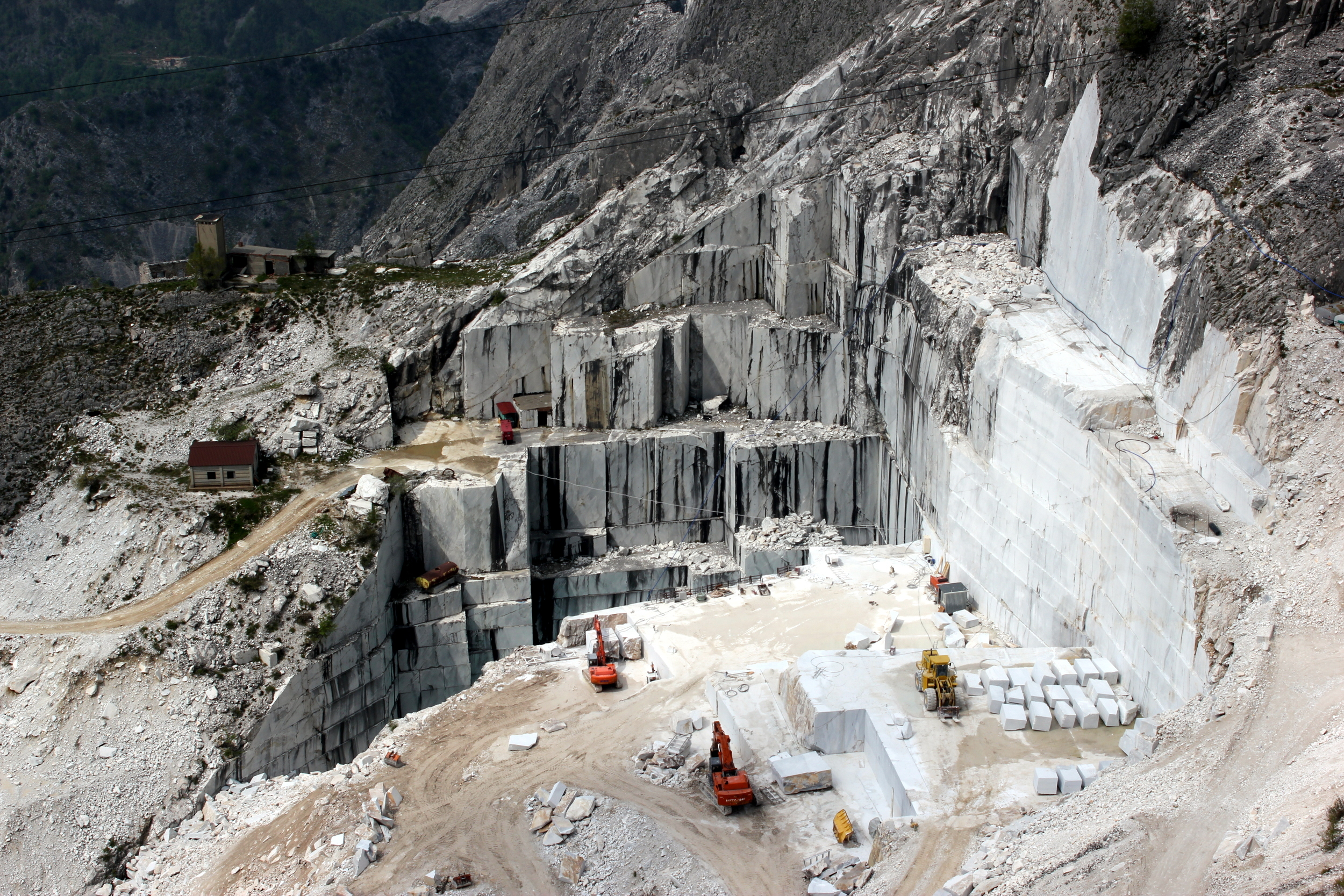
Abbau eines Berghangs
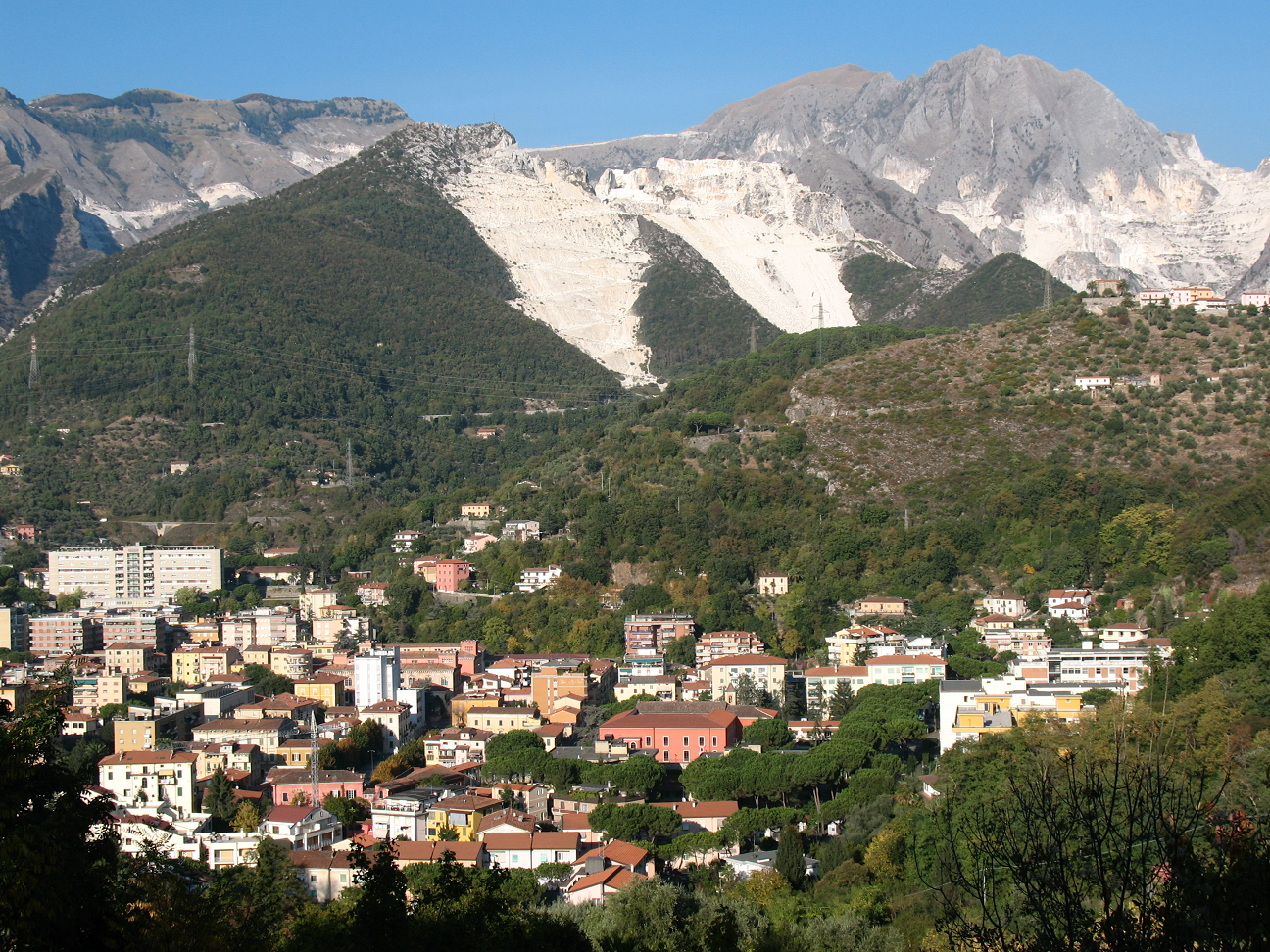
Carrara im Vordergrund

### Umweltverschmutzung und Gesundheitsrisiken

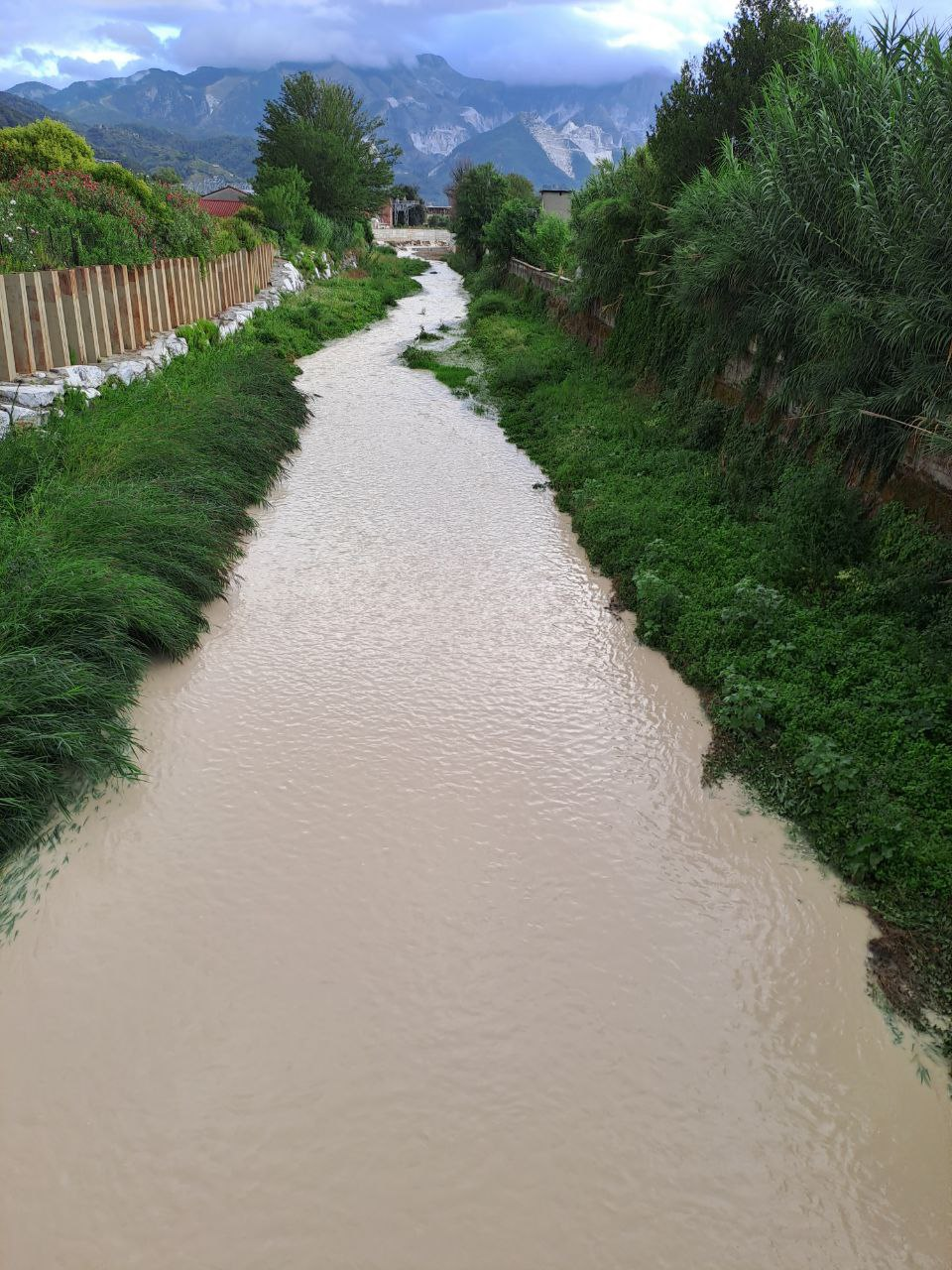
Der von Marmettola befallene Bach Carrione, am 28. August 2023

Bergbau wirkt sich aufgrund der Verschmutzung des Bodens und der Oberflächen- und Tiefengewässer negativ auf das Grundwasser aus, was sowohl Auswirkungen auf die Umwelt als auch auf die Gesundheit der Bevölkerung hat.
„Marmettola“ ist ein Gemisch aus Marmorstaub, Ölen und Schlämmen aus den Steinbrüchen, das zwar als Sondermüll entsorgt werden soll, aber oft nicht ordnungsgemäß entsorgt wird und in großen Mengen in den regionalen Bächen und Flüssen landet. Dies stellt ein ernstes Problem für die Umwelt dar.
Durch die hohe Mechanisierung und Industrialisierung der Abbauprozesse gelangen weitere Schadstoffe wie Schwermetalle und Kohlenwasserstoff in erheblichen Mengen in die Landschaft und damit in der Folge auch ins Grundwasser.
Weitere relevante Auswirkungen sind die Ausbreitung von Stäuben in der Atmosphäre, Lärm und die Ablagerung von Abfällen in den großen Höhen der Abbaugebiete.
Umweltschützer werfen den Unternehmen auch vor, Greenwashing zu betreiben.

### Lebensräume und Ökosysteme

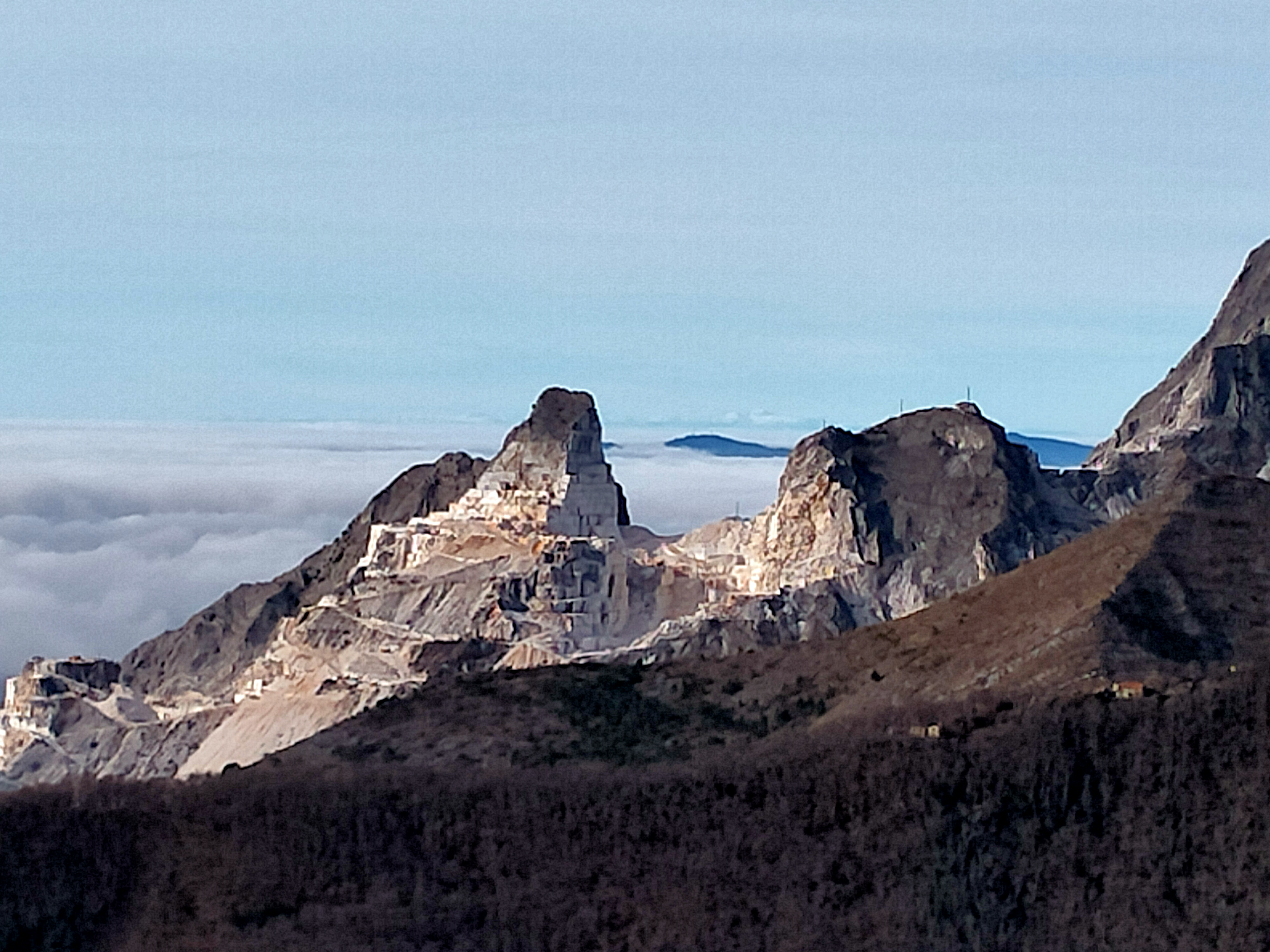
Die erhebliche Wirkung der Cava dei Campanili, Colonnata, die fast ein ganzes Gebirgsrelief auslöschte

Die Apuanische Steinbrüche stellen eine ernsthafte Bedrohung für die Lebensräume und das Gebirge dar, da sie die Zerstörung der Flora, die Abtragung des Bodens und die tiefgreifende Veränderung der ursprünglichen Umwelt und Landschaft verursachen.
Diese Aktivitäten finden in einem Gebiet großer biologischer und geografischer Vielfalt statt, das als regionaler Naturpark und UNESCO-Weltgeopark anerkannt ist. Die Apuanische Alpen beherbergen etwa 50 % der Artenvielfalt der Toskana, darunter auch einige Endemiten. In der Flora und Fauna sind auch seltene Arten vertreten, darunter der Bergmolch, der durch die Cava Valsora (von der Societas Herpetologica Italica anerkanntes Gebiet von herpetologischer Bedeutung IT130TOS003) und die mögliche Wiedereröffnung der Cava Crespina II am Fuße des Monte Sagro bedroht ist. Dies bedroht Arten wie den Wolf und die europäische Wildkatze.
Die industrielle Ausbeutung der Steinbrüche beeinträchtigt direkt oder indirekt ein geschütztes Gebiet, das Teil des europäischen Netzes Natura 2000 ist und Gebiete umfasst, die als Important Bird Areas, Vogelschutzrichtlinie, FFH-Gebiet, WWF-Oasen und LIPU-Oasen eingestuft sind, und in denen ein Wolfsschutzprojekt in Zusammenarbeit mit dem Nationalpark Toskanisch-Emilianischer Apennin durchgeführt wird.
Der Bergbau entzieht den Quellen das Wasser, und der Marmorstaub, der in großen Mengen anfällt, lagert sich in den Flussbetten ab, zerstört dort die Mikrosysteme und gefährdet die Existenz von Tierarten. Er dringt auch in das Karstnetz ein, verändert die Qualität des Grundwassers und begünstigt das Vorkommen von epigäischen Arten, die die anfälligeren hypogäischen Arten bedrohen.

### Hydrogeologie und Geositen

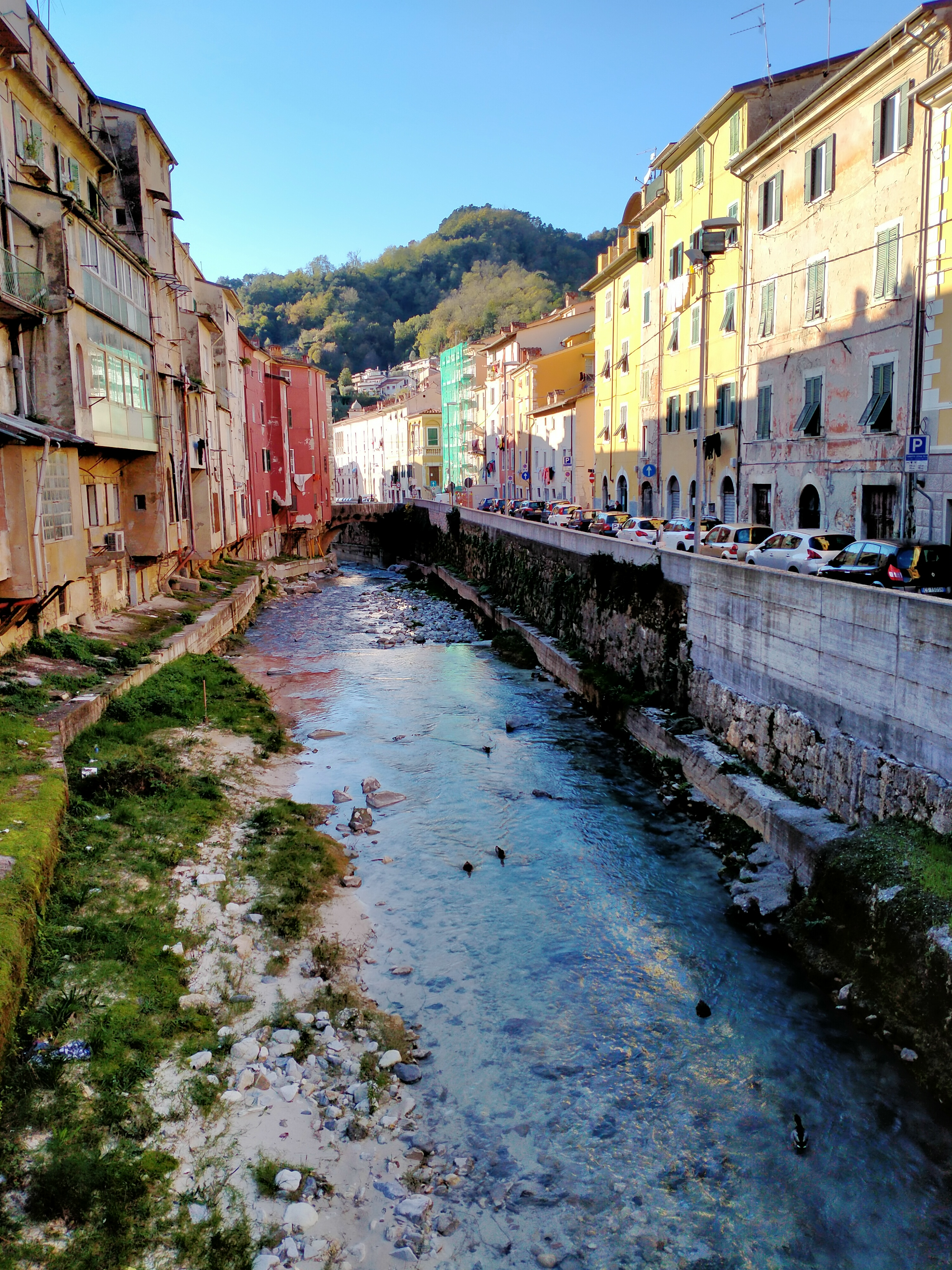
Der Fluss Carrione in Carrara mit dem von Marmettola befallenen Flussbett

Die Apuanischen Alpen wurden von der UNESCO als Weltgeopark anerkannt. Daher stellen Steinbrüche auch eine ernsthafte Bedrohung für die geologische Vielfalt der Landschaft und der Karstaktivitäten dar, die für dieses Gebirge besonders bedeutend sind. Zahlreiche Hohlräume liegen in Steinbruchgebieten, obwohl sie geschützt sind, wurden sie auch durch den Abbau zerstört oder beschädigt oder mit Schutt verfüllt. Selbst der Antro del Corchia, die größte Karsthöhle Italiens und eine der bedeutendsten Höhlen Europas, soll durch nahe gelegene Steinbrüche beschädigt worden sein.
In den Apuanischen Alpen befindet sich das größte Wasserreservoir der Toskana, das durch die Bergbautätigkeit beeinträchtigt wird, da Schutt, Abfälle und Marmettola Wasserläufe und Quellen verstopfen und das vernetzte Karstnetz verändern.
Neben der chemischen Verschmutzung durch Kohlenwasserstoffe und Metalle ist das Murmeltier auch durch seine mechanische Wirkung ein starker Verschmutzer: Es füllt die Zwischenräume aus und dichtet die Oberflächen ab, wodurch die Lebensräume zahlreicher Arten vernichtet werden, es verändert die Speisung des Grundwassers, beschleunigt den Oberflächenwasserfluss und infiltriert das Karstnetz, wodurch die Grundwasserwege so verändert werden, dass die Quellen austrocknen oder versiegen. Die Auswirkungen von Steinbrüchen auf die lokalen Grundwasserreserven verursachen erhebliche wirtschaftliche und ökologische Schäden im Gebiet der Apuanen, wie eine 2019 in der Zeitschrift Water veröffentlichte Studie zeigte.
Einigen Kommentatoren zufolge spielen die auffällige Abtragung von Material aus den Bergen und die Veränderung ihrer Orographie auch eine Rolle bei der Verschlechterung des lokalen Klimas und Zunahme von extremen Wetterereignissen.

### Auswirkungen auf die Landschaft

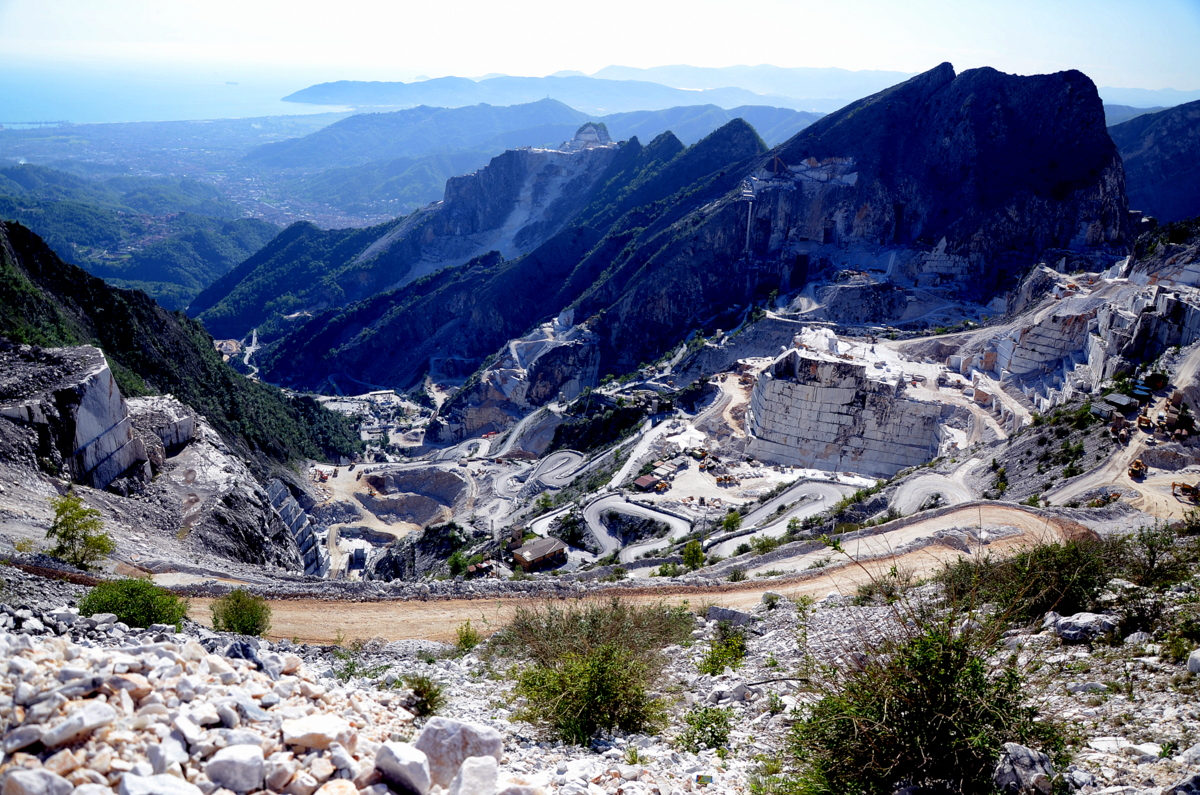
Blick auf die Steinbrüche in der Nähe von Carrara und geomorphologischen Veränderungen, die sie in den Apuanische Alpen bewirken

Die Morphologie von Orten, einschließlich einiger Gipfel und Bergrücken hat sehr starke Auswirkungen auf die Landschaft. Dies geschieht wegen der von der Region Toskana gewährten Ausnahmen. Diese Schäden haben teilweise die Profile einiger der höchsten und bedeutendsten Berge und der Bergkette betroffen. Die Auswirkungen auf die Landschaft sind so groß, dass sie auf den Fotos des Satelliten der europäischen Weltraummission Copernicus Sentinel-2 zu sehen sind.
Beispiele für diese Veränderungen sind das Verschwinden des Picco Falcovaia, dessen Gipfel durch den Steinbruch von Cervaiole vollständig abgetragen wurde wie auch Absenkung des Passo della Focolaccia um mehrere Dutzend Meter durch den Steinbruch von Piastramarina und zog den Verlust des Gipfels des Monte Carchio nach sich.
Es sei darauf hingewiesen, dass die Region Toskana in Abweichung vom Gesetz über das kulturelle Erbe und die Landschaft, das „Berge mit einer Höhe von mehr als 1.600 Meter über dem Meeresspiegel für die Alpenkette und 1.200 Meter über dem Meeresspiegel für die Apenninkette und die Inseln, Gletscher und Gletscherkessel, National- oder Regionalparks und -reservate sowie die Gebiete des äußeren Schutzes der Parks“ unterstellt hat. Dennoch wird ein Abbau auch jenseits von 1.200 Meter über dem Meeresspiegel und in den Gebieten des Regionalen Naturparks Apuanische Alpen erlaubt. Aus diesem Grund hat die Partei Europa Verde, die die Schließung der Steinbrüche im Park und die Aufhebung der regionalen Ausnahmeregelungen anstrebt, im Jahr 2020 das Thema in institutionellen Foren angesprochen und ein abrogatives Referendum über diese regionalen Regelungen vorgeschlagen.
Da der Umweltschutz als unzureichend angesehen wurde, bezeichnete die Zeitung Il Fatto Quotidiano den Regionalen Naturpark Apuanische Alpen als „regionalen Scherzpark“.
Auch unter dem Gesichtspunkt des Wanderns, des Bergsteigens und der Höhlenforschung sind die Apuanischen Alpen ein wertvolles Gebiet, reich an Wanderwegen, Klettersteigen (der 1893 eröffnete Klettersteig auf dem Monte Procinto ist der älteste Italiens), Kletterrouten, Karsthöhlen, Schutzhütten und Biwaks, sind oft durch den Abbau von Bodenschätzen in ihrer Existenz bedroht sind. Außerdem befinden sich mehrere Etappen des Sentiero Italia in diesem Gebirge. Es gibt auch zahlreiche alte Wege und Pfade, darunter die Via Vandelli und die Via del Volto Santo.
Abgesehen von der Beeinträchtigung der Landschaft durch die irreversible Veränderung von Standorten, stellen die Maschinen und die industrielle Infrastruktur der Steinbrüche auch eine Quelle der visuellen Verschmutzung eines Gebiets mit einem hohen Landschaftswert dar.

### Historie und Kultur
Die Apuanische Alpen sind reich an historischen, künstlerischen, archäologischen und kulturellen Zeugnissen, von denen einige sehr alt sind, da sie eine der wenigen Regionen Italiens sind, in denen Spuren der paläolithischen Zivilisation erhalten geblieben sind. Es gibt historische Zeugnisse aus der frühen Eisenzeit, der apuanisch-ligurischen Kultur, der Römerzeit, dem Mittelalter und der Neuzeit, von denen einige mit dem Marmorabbau selbst in Verbindung stehen.
Aus jüngster Zeit stammen Zeugnisse der Gotenstellung, der Resistenza und des Zweiten Weltkriegs, wie der Nationalen Friedenspark in Sant’Anna di Stazzema, der Park des Resistenza auf dem Monte Brugiana und der Sentiero della Libertà (Freiheitspfad) in Molazzana. Für das Jahr 2021 schlägt die C.A.I. außerdem die Einrichtung eines Apuanischen Kulturparks vor, in dem sich auch das Haus befindet, in dem Fosco Maraini seine letzten Lebensjahre verbracht hat.
Dieses kulturelle Erbe ist mitunter direkt durch den Bergbau bedroht oder wird nur unzureichend geschützt wie im Fall des Steinbruchs Fossacava, Europas größtem Steinbruch römischen Ursprungs, dessen Verwaltung von Italia Nostra und anderen Verbänden kritisiert wird. Ein weiteres Beispiel ist das historische Biwak Aronte, das durch den Steinbruch Piastramarina in seiner Existenz bedroht war und nur durch das Eingreifen des Kulturministeriums gerettet werden konnte, das es im Jahr 2021 zu einem „Gut von historischem und künstlerischem Interesse“ erklärte.
Zum Schutz des mit der alten Bergbautätigkeit verbundenen historischen Erbes der Apuanischen Alpen, wurde im Jahr 2000 die Einrichtung des Parco Archeominerario delle Alpi Apuane (Archäologie- und Bergbaupark der Apuanischen Alpen) beschlossen, dessen tatsächliche Einrichtung jedoch seit 2006 trotz der positiven Stellungnahmen der lokalen Behörden ausgesetzt ist.
Ein Teil der Via Vandelli aus dem 18. Jahrhundert ist zwar seit 1976 geschützt (Ministerialerlass 128/76), wurde aber durch den Abbau im Steinbruch von Colubraia Formignacola zerstört.
Im Jahr 2017 wurde ein Antrag auf Wiedereröffnung der Steinbrüche in der Nähe der Villa Medici von Seravezza gestellt, die zum UNESCO-Weltkulturerbe gehört. Auch dank der Mobilisierung der Bürger wurde der Antrag abgelehnt.

### Indirekte negative Auswirkungen

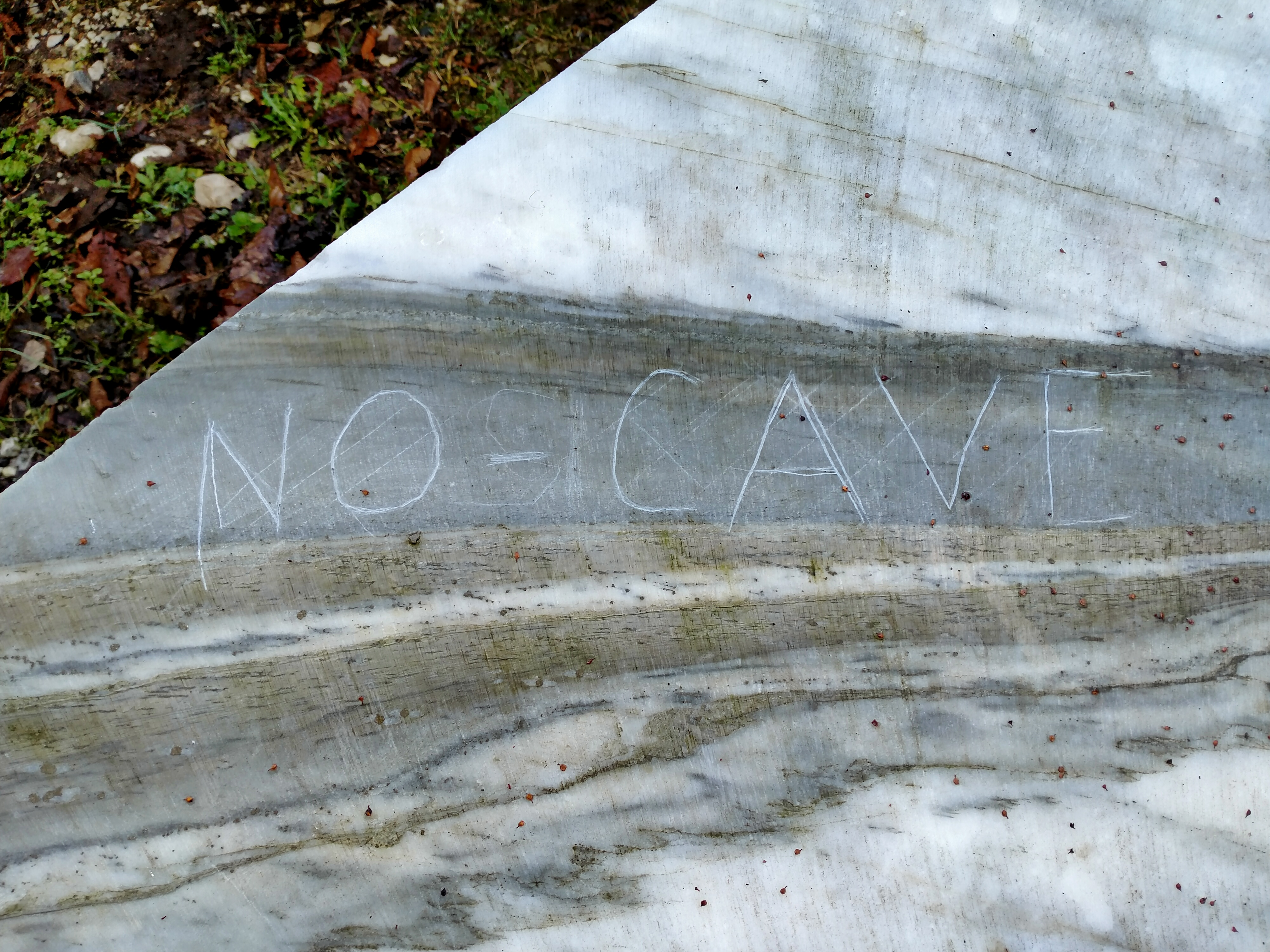
Der Slogan „No Cave“, eingraviert in einen Marmorblock am Eingang zu den Henraux-Steinbrüchen in Azzano (Seravezza)

Die größten indirekten negativen Auswirkungen von Steinbrüchen im Apuanischen Gebiet sind die, die mit dem intensiven Straßentransport des abgebauten Materials zusammenhängen: Verkehrsunfälle (einschließlich des Verlusts von Lkw-Ladung), Luftverschmutzung, Lärm, Verkehrsbehinderungen und Abnutzung der Straßen.
Diese indirekten Schadstoffe haben zusätzliche Auswirkungen auf die Umwelt und sind die Ursache für die Verschlechterung der Lebensqualität in der Region Apuanien.
Ein besonders beunruhigendes Ereignis waren 2018 mehrere Straßeneinstürze in Colonnata, die auf einen nahe gelegenen Steinbruch zurückzuführen sind.
Zur Erleichterung der Bergbauaktivitäten wurde 2012 die Strada dei Marmi (Marmorstraße) gebaut, die dem Lkw-Verkehr vorbehalten und für den normalen Verkehr gesperrt ist. Die Instandhaltungskosten der stark abgenutzten Straße werden von der Gemeinde getragen, da die Mautgebühren nie erhoben wurden.
Die No-Cav-Bewegungen betonen auch die „externen Kosten“ der Marmorindustrie, d. h. alle Kosten, die indirekt auf die Gemeinschaft zukommen. Laut einer Studie der Umweltverbände aus dem Jahr 2006 belaufen sich die Kosten für jede Tonne Marmor, die abgebaut wird, auf 56 Euro für das Unternehmen und sogar 168 Euro für die Gemeinde. Ein Beispiel für solche Kosten sind die erheblichen Ausgaben der Gemeinden Massa und Carrara für die Instandhaltung der durch die Marmettola beschädigten Aquäduktfilter.
Ebenfalls im Jahr 2012 wurde ein 5 km langer Tunnel unter dem Monte Tambura geplant, dessen tatsächlicher Nutzen oft in Frage gestellt wurde, der aber den Abbau einer großen Menge Marmor ermöglicht hätte. Die Arbeiten, die von mehreren Seiten heftig bekämpft wurden, wurden nicht durchgeführt.

### Wirtschaftliche Auswirkungen

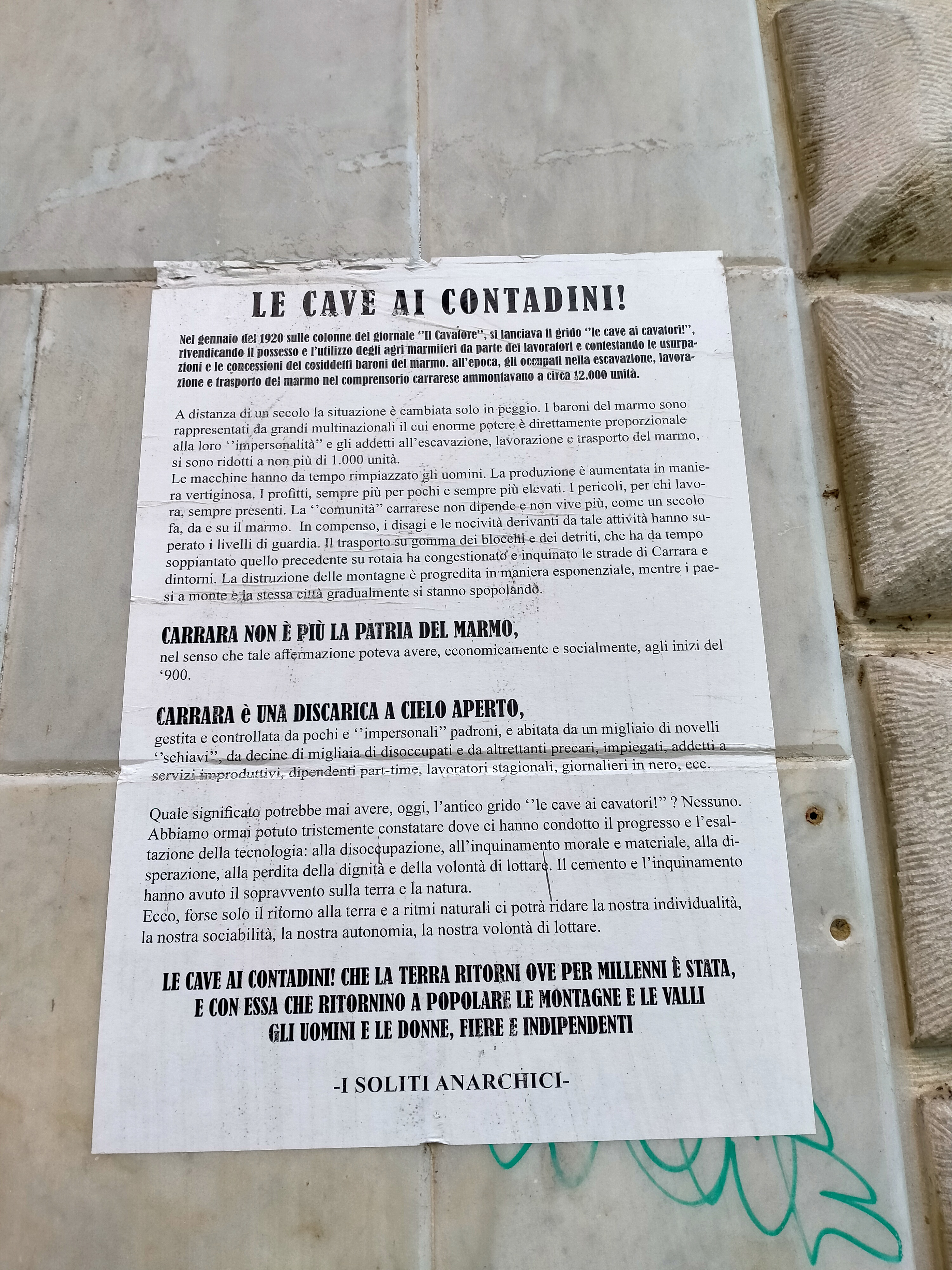
No Cav-Flugblatt einer anarchistischen Gruppe, angebracht an einer Wand in Carrara, 2021

Einige Beobachter, darunter Il Sole 24 Ore, sind der Meinung, dass die positiven wirtschaftlichen Auswirkungen der Marmorindustrie auf das Gebiet abnehmen. Auch die Zahl der Arbeitsplätze in diesem Sektor ist Berichten zufolge rückläufig: Nach Angaben des Corriere della Sera ist die Zahl der direkt in Steinbrüchen Beschäftigten von 16.000 in den 1950er Jahren auf heute etwa 1.000 gesunken.
Während 1920 weniger als 100.000 Tonnen Marmor pro Jahr abgebaut wurden, sind es heute bis zu 5 Millionen.
Außerdem wird der größte Teil des in Blöcken gewonnenen Marmors nicht mehr in Carrara oder in Italien verarbeitet, und der Steinverarbeitungssektor bietet immer weniger Arbeit, die zudem schlecht bezahlt wird. Die Sicherheitsbedingungen in den Steinbrüchen wird häufig als unzureichend angesehen. Darüber hinaus erhalten die öffentlichen Kassen nach Angaben einiger nationaler Medien nur geringe Einnahmen aus dem Steinbruchbetrieb und manchmal wird nicht einmal der volle geschuldete Betrag gezahlt.
Hinzu kommen die „externen Kosten“ der Marmorverarbeitung, d. h. die indirekten Kosten, die von der Gemeinschaft getragen werden, und die etwa dreimal so hoch sind wie die direkten Kosten der Bergbauunternehmen.
Einige Beobachter haben die Auswirkungen der Steinindustrie auf das apuanische Gebiet als Beispiel für einen Raubtierkapitalismus bezeichnet und sind sogar so weit gegangen, dass sie die lokale wirtschaftliche Realität mit der von Kolonien zu vergleichen. Raul Zibechi zum Beispiel sprach von der „Harmonie des extraktivistischen Modells mit der kolonialen Erfahrung“ und erklärte, dass „der Extraktivismus im wirtschaftlichen Bereich Enklavenwirtschaften hervorgebracht hat, die denen in den Kolonien ähneln“. Tatsächlich befinden sich viele Steinbrüche in den Händen ausländischer multinationaler Unternehmen, darunter auch die Familie von Bin Laden.
Die mangelnde Aufmerksamkeit für das Gebiet und die Steinbrucharbeiter ist ein altes Thema, wenn man bedenkt, dass selbst Charles Dickens, als er 1845 die Steinbrüche von Carrara besuchte, von der Rückständigkeit des Produktionssystems so beeindruckt war, dass er den Herzog von Modena, den damaligen Stadtherrn, beschuldigte, es aufgegeben zu haben, wie er in seinem Buch Pictures from Italy berichtete.
Das Vorhandensein von Bergbauaktivitäten, die nicht erneuerbar sind und als nicht nachhaltig angesehen werden, werden auch als Hemmschuh für jedes alternative und erneuerbare wirtschaftliche Entwicklungsmodell betrachtet, das das touristische und land- und forstwirtschaftliche Potenzial der Apuanische Alpen aufwertet.
Abschließend sei darauf hingewiesen, dass der rechtliche Status des Eigentums an vielen apuanischen Steinbrüchen recht komplex ist und auf das Konzept der „beni estimati“ sowie auf ein Edikt der Gräfin Maria Teresa Cybo Malaspina aus dem Jahr 1751 zurückgeht. Obwohl das Verfassungsgericht 1995 entschieden hatte, dass die Konzessionen für Steinbrüche immer befristet sind, gab es im Oktober 2016 der Klage einiger privater Unternehmen, darunter Omya, gegen das Regionalgesetz 35/2015 teilweise statt. Es legte fest, dass die Steinbrüche den nicht veräußerbaren kommunalen Vermögenswerten gleichgestellt sind, indem es feststellte, dass einige (die „ältesten“) als „privat“, andere als „öffentlich“ und wieder andere mit unterschiedlichen Quoten der beiden Regime zu betrachten sind, trotz der Klage zahlreicher Intellektueller gegen die angebliche „Privatisierung“. Das Gericht stellte auch klar, dass die Gesetzgebung zu diesem Thema in die Zuständigkeit des Staates und nicht in die Zuständigkeit der Region fällt. Daher beantragte die Movimento 5 Stelle am 12. Oktober 2021 die Anberaumung einer parlamentarischen Debatte über das Regionalgesetz 35/2015 der Toskana, um das „geschätzte Eigentum“ („beni estimati“) in das kommunale Staatseigentum einzubeziehen.
Der Kassationsgerichtshof hat 2018 auch entschieden, dass die Nutzbarmachung von Sumpfland möglich ist.
Einige Steinbrüche, die sich in den Gemeinden Vagli Sotto und Stazzema (Arni) befinden, bestehen auf Grundstücken zur öffentlichen Nutzung, obwohl die Abbautätigkeit auf ihnen gemäß dem Urteil Nr. 6132 vom 21. September 2021 des Berufungsgerichts von Rom verboten ist.

### Industrieller Zusatzstoff

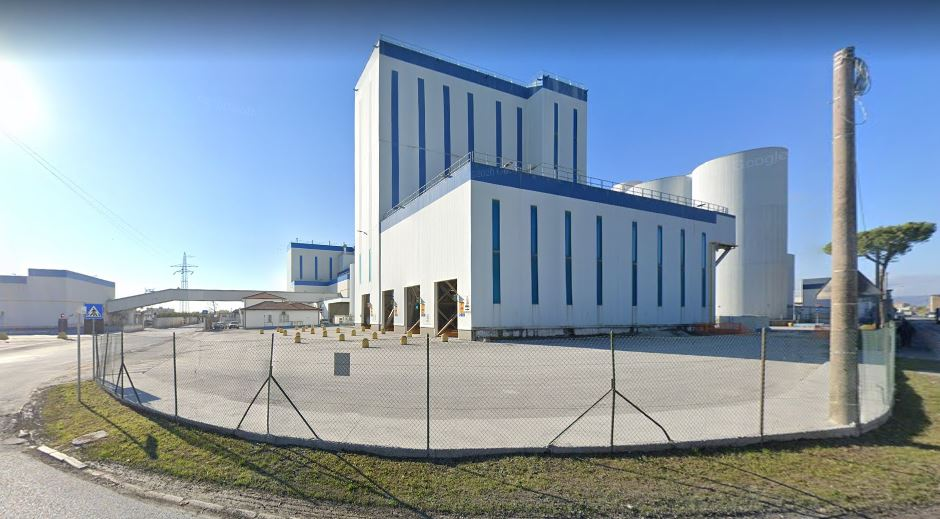
Steinmühle des Omya-Werks bei Carrara

Ein weiteres Argument für die Schließung der Steinbrüche bzw. umweltschonenden Abbau ist die Tatsache, dass durchschnittlich 75 % des in den Steinbrüchen gewonnenen Gesteins anschließend zu Calciumcarbonat in Steinmühlen pulverisiert wird, beispielsweise von dem multinationalen Unternehmen wie Omya. Dieses Gesteinsmehl, das auf etwa einem tausendstel Millimeter zermahlen wird, ist für industrielle Anwendungen bestimmt, beispielsweise in der Papier- und Glasherstellung oder auch in der Herstellung von Zahnpasta, Seifen und Schauermitteln. Lediglich 25 % des Gesteins werden hauptsächlich im Bausektor verwendet wird, für vor allem für Bodenplatten, Treppenstufen, Fensterbänken und Fassaden. Lediglich 0,5 % wird in Bildhauerei verwendet, die den Carrara-Marmor berühmt gemacht hat. In einigen Abbaugebieten, vor allem im Torano-Becken, ist entsprechend der Daten der öffentlichen Brückenwaage von Carrara ein Anteil von 94 % lediglich Marmor-Schutt. Das Problem der sehr großen Abfallmengen, die in den apuanischen Steinbrüchen anfallen, ist seit langem bekannt, so sehr, dass es 1907 in einem Artikel im Scientific American untersucht wurde.

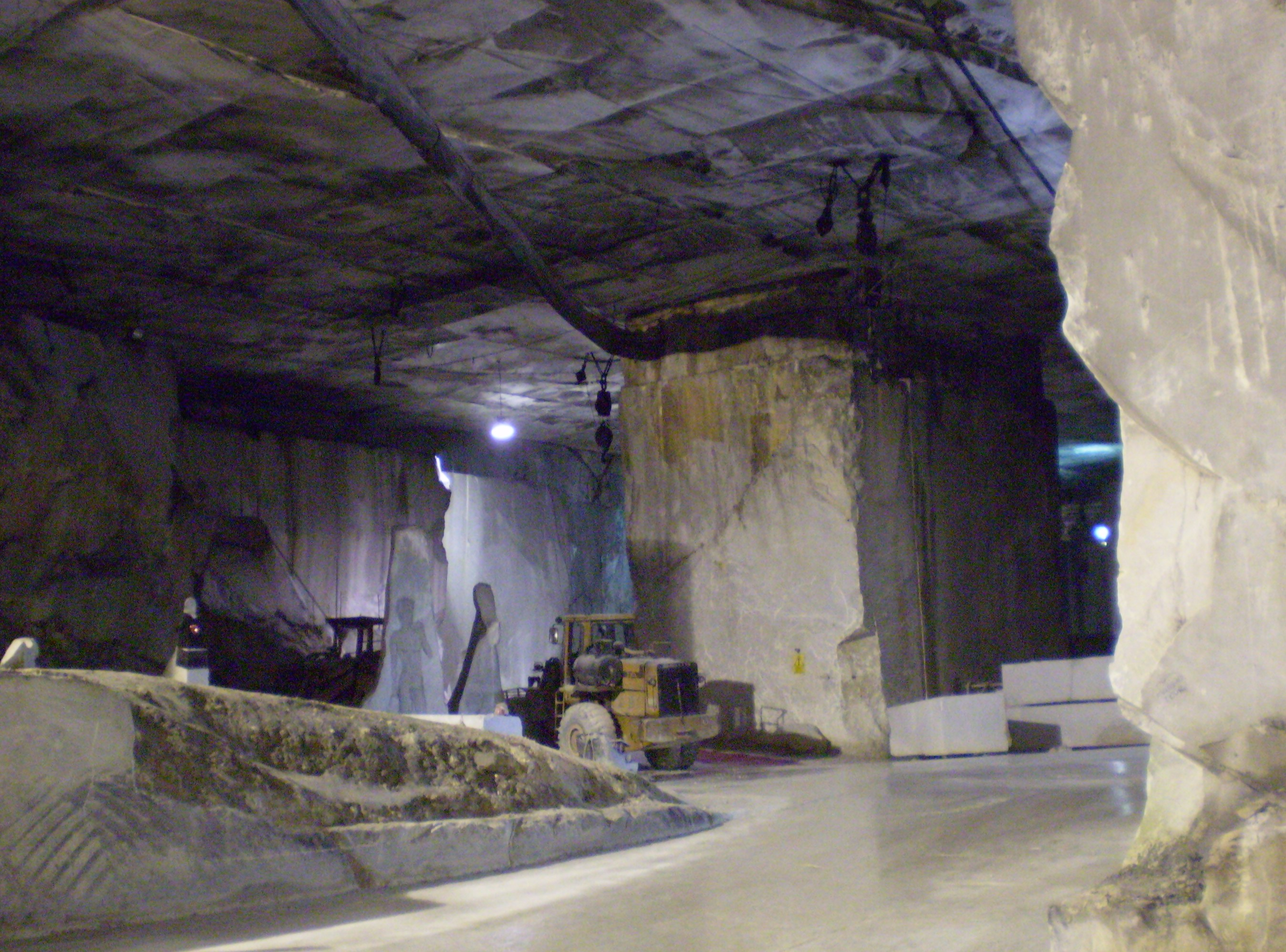
Marmor-Untertagebau in der Galleria Ravacione bei Fantiskritti

Um diese Situation zu entschärfen, schlug Legambiente in seinen Stellungnahmen zu den in den letzten Jahren eingereichten PABEs von Carrara vor, den Abbau auf Gebiete mit weniger zerklüfteten Marmorvorkommen zu beschränken und statt eines Oberflächenabbaus einen Untertagebau vorzunehmen. Dabei könnten diese unterirdischen Steinbrüche durch Tunnelanlagen erschlossen werden, die entweder am Fuße der Berge oder in geringer Höhe an den Bergen angelegt werden. Dieser Appell ist jedoch unbeachtet geblieben. Derartige Erschließungen durch Tunnel gibt es bereits bei Carrara bei Fantiscritti in der Galleria Ravaccione und auch in Österreich beim Abbau des Laaser Marmors. In Laas erfolgt zusätzlich ein umweltschonender Transport der Rohblöcke aus den Bergen mit einem Schrägaufzug, der Laaser Marmorbahn.
Im Jahr 2022 schreibt der neue Steinbruchplan der Region Toskana eine Mindestausbeute an Blöcken oder Platten von 30 % (auf kommunaler Ebene auf 25 % reduzierbar) des vermarktbaren Materials vor, um eine neue Genehmigung zu erhalten. Die Marmor-Industrie legte gegen diese Bestimmung Berufung beim Regionalen Verwaltungsgericht ein und verloren.

### Mafia und Illegalität
Piero Franco Angeloni behauptet in seinem Buch „Gli anni bui della Repubblica“ (Die dunklen Jahre der Republik), dass die Mafia von den 1980er Jahren bis 1992 in die Welt der Steinbrüche von Carrara eingedrungen ist.
Nach dieser Rekonstruktion brachte Raul Gardini 1982 die Cosa Nostra über Antonino und Salvatore Buscemi, Männer von Totò Riina, in das Unternehmen „Calcestruzzi“ ein, das der Ferruzzi-Gruppe seines Schwiegervaters Serafino Ferruzzi vorsteht. Buscemi übertrug seinem Schwager Girolamo Cimino die Leitung der Steinbrüche. 1987 empfahl Lorenzo Panzavolta, genannt „der Panzer“, der Partner von Ferruzzi, die Übernahme von Sam und Imeg (damals Teil von Eni), die einen großen Teil der Marmorbecken von Carrara kontrollierten. Außerdem sollen einige Politiker bestochen worden sein, um eine Reihe von öffentlichen Aufträgen in Sizilien zu erhalten, die mit der Entschwefelung und Entsorgung von Abfällen aus den alten Enel-Kraftwerken zusammenhingen, bei denen Marmorgranulat verwendet wurde, und die Gardini gewann. Die Mafia soll auch den illegalen Abfallhandel gesteuert haben, insbesondere durch die so genannten „Giftschiffe“, die den Hafen von Carrara und La Spezia verließen. Nach der Ermordung des Unternehmers Alessio Gozzani leitete der Staatsanwalt Augusto Lama eine Untersuchung über die Unterwanderung durch die Mafia in Carrara ein, die jedoch vom damaligen Minister Claudio Martelli eingestellt wurde. Die Verankerung des organisierten Verbrechens in der Stadt wird auch durch die Ermordung des Ingenieurs Alberto Dazzi durch eine Autobombe im Jahr 1991 belegt. Einigen Hypothesen zufolge stammte ein Teil des bei den Mafia-Massakern von 1992 verwendeten Sprengstoffs aus den Steinbrüchen der Apuanischen Alpen.
Nicht nur in dieser Zeit wurden die apuanischen Steinbrüche wiederholt von der Justiz wegen angeblicher Unterwanderung durch die Mafia untersucht.
Im Jahr 1994 wurde das Lusa-Lanzoni-Biwak auf dem Monte Corchia durch einen Brand vollständig zerstört, wenige Tage nachdem die Justiz die nahe gelegene Cava dei Tavolini wegen Umweltverstößen beschlagnahmt hatte.
Nach verschiedenen Besitzerwechseln, die laut der Assemblea Permanente Carrara nicht sehr transparent waren, gingen 2014 50 % der Anteile von Marmi Carrara (aus der Asche von Sam-Imeg entstanden) an Prinz Bakr Bin Laden aus der Familie Bin Laden über, der 2017 wegen Korruption in Saudi-Arabien verhaftet wurde. Damals wurde ein Unternehmer aus Carrara, der einer seiner Partner war, in seiner eigenen Villa Opfer eines Raubüberfalls mit Körperverletzung, der nach Angaben der Assemblea Permanente Carrara möglicherweise mit einem Geldwäschering in Verbindung stand.
Die Assemblea Permanente Carrara hat außerdem in Zusammenarbeit mit den Journalisten Pier Paolo Santi und Francesco Sinatti Verdachtsmomente über die mutmaßlich kriminelle Abfallentsorgung in den apuanischen Steinbrüchen in den Jahren 2000 und 2010 erhoben.
Darüber hinaus gab es zahlreiche Ermittlungen zu Umwelt-, Arbeitsschutz-, Korruptions- und Steuerhinterziehungsverfahren, so dass mitunter von einem „Mafia-System“ die Rede war, wie beispielsweise in dem Buch Terra Bianca von Giulio Milani.
Die No-Cav-Aktivisten wurden im Laufe der Jahre ihres Engagements mehrfach bedroht, angegriffen und eingeschüchtert.
Ein beunruhigendes Ereignis war die Sabotage des Fahrzeugs von Sandro Manfredi, einem Vertreter der Assemblea Permanente Carrara und des Präsidiums des Gruppo d'Intervento Giuridico in Apuanische Alpen im Jahr 2018, die glücklicherweise ohne schwerwiegende Folgen blieb, woraufhin eine Solidaritätskundgebung organisiert wurde.
Am 17. Februar 2021 geriet das Auto des Präsidenten des Regionalen Naturparks Apuanische Alpen, Alberto Putamorsi, in der Nacht in Brand. Im Mai 2020 war das Haus des Präsidenten im Rahmen einer Untersuchung über Korruption und manipulierte Ausschreibungen durchsucht worden, die in der Presse als „System Vagli“ bezeichnet wurde (nach dem Namen des Dorfes Vagli Sotto, das im Mittelpunkt der Untersuchung stand) und auch zur Beschlagnahme von Cava Prispoli geführt hatte. Der Verdacht des Brandes richtete sich sowohl gegen die Marmorwelt als auch gegen Umweltschützer.
Die Mittelmeer-Beobachtungsstelle für organisierte Kriminalität und Mafia der Stiftung Caponnetto berichtet in ihrem Bericht 2020 über die Präsenz zahlreicher Gruppen der organisierten Kriminalität in der Provinz Massa-Carrara.

### Arbeitssicherheit
Der Steinabbau im Apuanische Alpenbecken ist seit jeher eine risikoreiche Tätigkeit, die im Laufe der Jahrhunderte Hunderte von Menschenleben gefordert hat. Dies berichtete bereits Beniamino Gemignani in seinem Buch Il lavoro e i suoi martiri. Nelle cave apuane e di Garfagnana (Die Arbeit und ihre Märtyrer. In den Steinbrüchen der Apuanischen Alpen und von Garfagnana, ISBN 978-88-7149-058-8) werden zahlreiche tödliche Unfälle von der Zeit des Herzogtums Modena bis heute aufgelistet, von denen einige mehrere Arbeiter gleichzeitig betrafen waren. In einem Fall aus dem Jahr 1864 gab es beispielsweise bis zu elf Todesfälle. Die zunehmende Industrialisierung des Marmorabbaus führte zu einem Rückgang der tödlichen Unfälle, die jedoch nach wie vor sehr zahlreich sind, beispielsweise gab es 22 Todesfälle im Jahr 1965.)
In den Jahren 2000 und 2010 erlitten Steinbrucharbeiter, sogenannte Cavatori, im Durchschnitt alle zwei Tage eine Verletzung (insgesamt 1.258 zwischen 2005 und 2015) und einen Todesfall pro Jahr. Was die Steinbrüche betrifft: einer im Jahr 2006, einer im Jahr 2007, einer im Jahr 2010, einer im Jahr 2012, zwei im Jahr 2015, vier im Jahr 2016, keiner im Jahr 2017, zwei im Jahr 2018. In der Industrie hingegen gab es zwischen 2006 und 2018 1340 Unfälle und drei tödliche Unfälle, insgesamt nicht weniger als fünfzehn Tote in zwölf Jahren, mit einem Höhepunkt zwischen 2015 und 2016.
Nach den von der Gemeinde Carrara erhobenen Daten ereigneten sich zwischen 2006 und 2015 in den Steinbrüchen von Carrara durchschnittlich 102 Unfälle pro Jahr; wenn man bedenkt, dass in den Abbaustätten 700–800 Menschen beschäftigt sind, bedeutet dies, dass auf sieben Arbeiter ein Unfall kommt. Wie der Corriere della Sera berichtet, könnten diese Zahlen nach Ansicht der Steinbrucharbeiter-Liga aufgrund beruflichen Zwänge, die die Arbeiter dazu bringt, Unfälle nicht zu melden, verzerrt sein.
Seit 2006 sind die nicht-tödlichen Unfälle zurückgegangen, während die Unfälle mit Todesfolge zugenommen haben. Seit 2021, als die Region Toskana ihr spezielles Inspektionsprogramm für die Sicherheit in Steinbrüchen einstellte, ist jedoch auch die Zahl der Unfälle ohne Todesfolge wieder gestiegen.

## Zielsetzungen und Vorschläge

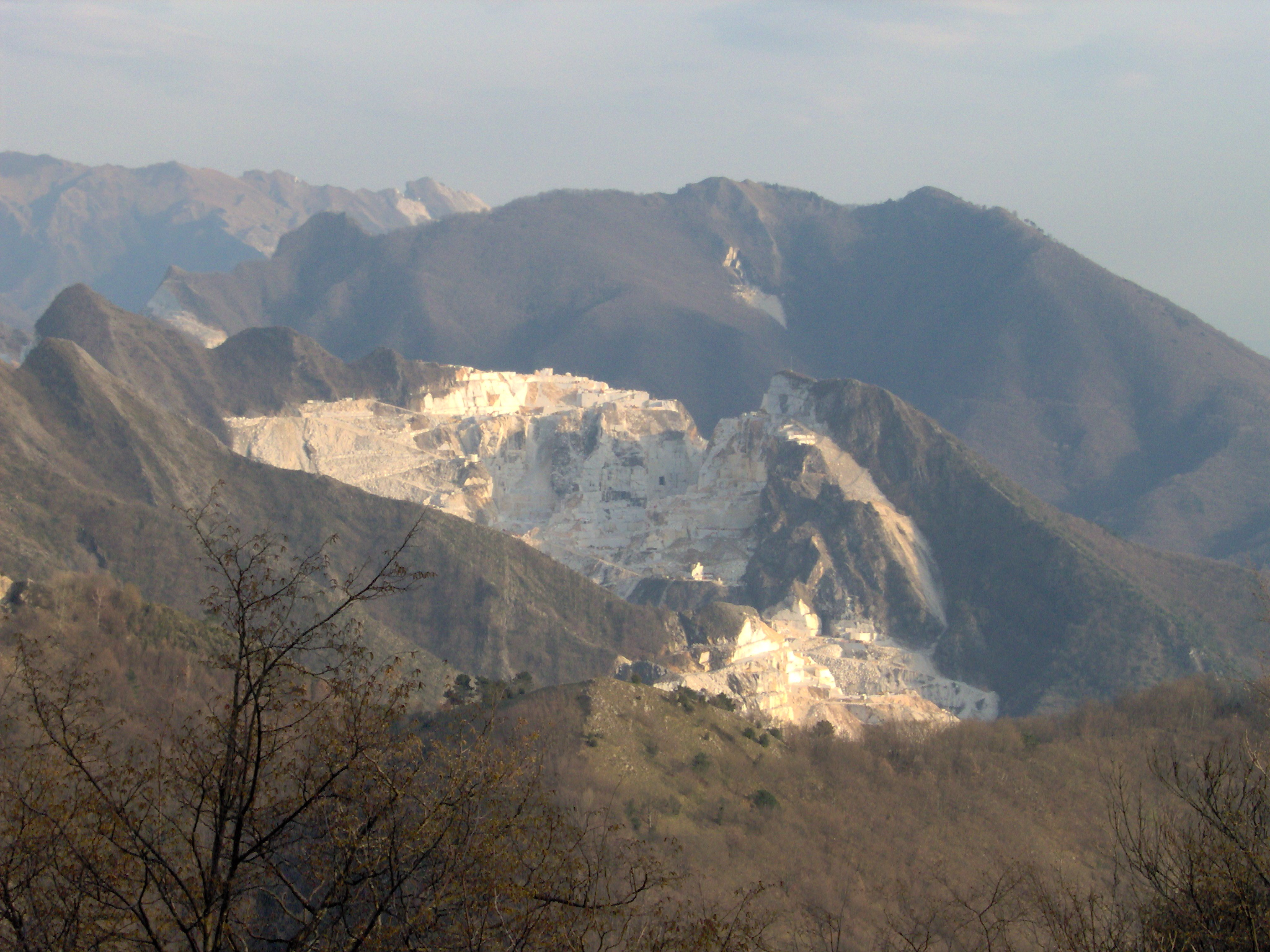
Die Steinbrüche von Campocecina aus gesehen, mit der erheblichen Veränderung einiger Gipfel

Die Positionen der verschiedenen No-Cav-Gruppen stimmen in Bezug auf die Notwendigkeit des Umweltschutzes in den Apuanischen Alpen überein, z. B. durch die Einrichtung eines neuen Nationalparks oder die Zusammenlegung mit dem bereits bestehenden und angrenzenden Nationalpark Toskanisch-Emilianischer Apennin, und vor allem in Bezug auf das Ziel der Schließung der Marmorbrüche.
Die meisten Gruppen wie Legambiente, Club Alpino Italiano, Salviamo le Apuane und andere fordern die schrittweise Schließung von Steinbrüchen, beginnend mit den Steinbrüchen im Regionalpark Apuanische Alpen, ohne Arbeitsplatzverluste, die Aufnahme der Apuanischen Alpen in einen Nationalpark und die Abschaffung der regionalen Ausnahmeregelungen für Steinbrüche. Sie suchen auch die Vermittlung mit den Unternehmern und den Dialog mit den politischen Kräften und Institutionen.
So hatte Salviamo le Apuane bereits 2010 einen Plan mit der Bezeichnung „PIPSEAA“ (Piano Programma di Sviluppo Economico Alternativo per le Apuane, Plan für ein alternatives Wirtschaftsentwicklungsprogramm für die Apuanischen Alpen) für einen schrittweisen wirtschaftlichen Übergang des Gebiets gefördert, der es ihm ermöglichen würde, sich ohne Beschäftigungsschocks vom Marmor abzukoppeln. Im Jahr 2016 unterzeichneten sie dann zusammen mit einer Gruppe von Verbänden ein Dokument mit dem Titel Manifesto per le Alpi Apuane (Manifest für die Apuanische Alpen), in dem ein Plan für einen umweltfreundlichen wirtschaftlichen Übergang vorgestellt wurde, der das Apuanische Gebiet dazu bringen soll, sich von der Marmorindustrie zu lösen und sich auf den Tourismus und die Agroforstwirtschaft zu konzentrieren.
Es gibt jedoch auch unnachgiebigere Minderheitspositionen, die eine rasche Schließung aller Steinbrüche, auch derjenigen außerhalb des Regionalparks Apuanische Alpen, fordern.

## Medienresonanz

### Italien
Zahlreiche Artikel, die die Umweltsituation in Apua anprangern, sind in den nationalen Medien erschienen, wie zum Beispiel Il Corriere della Sera, La Repubblica, Il Fatto Quotidiano, Huffington Post, Internazionale, Il Messaggero, Il Manifesto, Il Foglio, Libero, Adnkronos, Affaritaliani, L'Indipendente, VD News, Focus, Il Giornale dell'arte, Arte, Artribune, Arte Magazine, Finestre sull'arte, Altreconomia, GreenMe, Lifegate e Nova Lectio. Selbst die RAI beschäftigte sich 2014 und 2015 in einem TG1-Bericht mit der „wilden Ausgrabung in den Apuanischen Alpen“.

### Ausland
Im Hinblick auf die internationale Verbreitung der Sache No cav haben sogar wichtige ausländische Medien wie Newsweek, Reader’s Digest, The Guardian, Le Monde Le Figaro, Deutsche Welle, Arte, TV Svizzera oder SwissInfo Untersuchungen über die Umweltschäden von Steinbrüchen durchgeführt. Im Jahr 2012 erregte ein Artikel im Magazin Der Spiegel großes Aufsehen in Deutschland.

## Film und Fernsehen
englischsprachig
- Anthropocene - The Human Epoch, ein kanadischer Dokumentarfilm aus dem Jahr 2018, der weltweit in den Kinos ausgestrahlt wurde, und in dem die Apuanischen Alpen als eine der 43 größten Umweltkatastrophen der Gegenwart dargestellt werden, und der dem Thema No Cav weltweit Aufmerksamkeit verschaffte[240]

deutschsprachig
- Die Marmorbrüche von Carrara. Fluch und Segen für Mensch und Natur, auf ARTE. Der Film zeigt die massive Umweltgefährdung, die von dem extensiven Abbau von Carrara-Marmor ausgeht. Besonders beeindruckend ist die Stellungnahme von Barratini, einer der größten Steinbruchunternehmer Carraras.
- Die Marmorberge von Carrara, auf GEO. Dieser Dokumentarfilm zeigt das Leben eines Steinbildhauers in Carrara und seine kritische Sicht auf den Marmorabbau mit seinen Folgen auf Menschen und Natur

französischsprachig
- Le marble de carrare, une malédiction (siehe oben deutschsprachigen Inhalt)

italienischsprachig
- Cosa c'è sotto le nuvole, Dokumentarfilm von Alberto Grossi aus dem Jahr 2004, präsentiert auf dem Trento Film Festival[241]
- Aut Out, Dokumentarfilm von Alberto Grossi aus dem Jahr 2010, Finalist beim Trento Film Festival
- Cave Canem, ein Dokumentarfilm aus dem Jahr 2019 von Alberto Grossi über die Auswirkungen des Steinbruchs in den Apuanischen Alpen[242]
- Carie, ein Dokumentarfilm aus dem Jahr 2020 unter der Regie von Achille Mauri, Marzio Nardi und Federico Ravassard, Fotografien von Roberto Gianocca und Achille Mauri, dem auch eine Ausstellung, ein Fanzine und thematische Debatten folgten, befasste sich mit den Auswirkungen der Steinbrüche in Apulien auf die Landschaft und ihrer möglichen Umnutzung für Tourismus und Sport.[243]

## Kunst
- Cave Hominem, ein Kunstprojekt der Fotografin Raffaella Castagnoli aus dem Jahr 2012, das sich mit den Auswirkungen des Menschen auf die Apuanischen Alpen beschäftigt und in der Zeitschrift LensCulture veröffentlicht wurde.[244]
- Apuan Carbonate, ein Kunstprojekt des Fotografen Andrea Foligni aus dem Jahr 2015, befasste sich mit dem Verschwinden der Apuanischen Alpen, die zu Kalziumkarbonat für Konsumgüter verarbeitet werden. Es war ein Finalist im Wettbewerb um die LensCulture Exposure Awards.[245]
- Whiter, ein Kunstprojekt des Fotografen Andrea Foligni aus dem Jahr 2017 über die Verschmutzung der apuanischen Wasserläufe durch Murmeltiere. Es war Finalist bei den Sony World Photography Awards, Sektion Zeitgenössische Themen, und wurde in London ausgestellt.[246]
- White Gold, eine Fotoserie von Luca Locatelli von den Sony World Photography Awards 2018.[247] Diese Aufnahmen wurden von der New York Times veröffentlicht, um einen Artikel über Carrara-Marmor zu begleiten, der zwar nicht direkt auf die Auswirkungen des Abbaus auf die Umwelt und die Landschaft einging, aber die massive weltweite Verbreitung von Carrara-Marmor für Bauzwecke und nicht mehr für künstlerische Zwecke hervorhob.[248]
- Alpi Apuane, ein Fotoprojekt von Primož Bizjak, das ab 2014 entstand und 2018 im C.A.P. (Centro Arti Plastiche) in Carrara ausgestellt wurde und sich mit der anthropogenen Natur der apuanischen Steinbrüche beschäftigt.[249][250]
- Wolf Mountain, ein Foto von Lorenzo Shoubridge (einem Künstler, der sich in verschiedenen Interviews gegen Steinbrüche ausgesprochen hat[251]), das Wölfe bei Nacht in der Nähe des Monte Corchia zeigt und 2020 zum Wildlife Photographer of the Year gekürt wurde.
- E se fossimo noi le Alpi Apuane?[252] ein erzählerisches und visuelles Projekt von Garfagnana Dream, illustriert von Naomi Zanardo[253]

## Kritik an der No-Cav-Bewegung

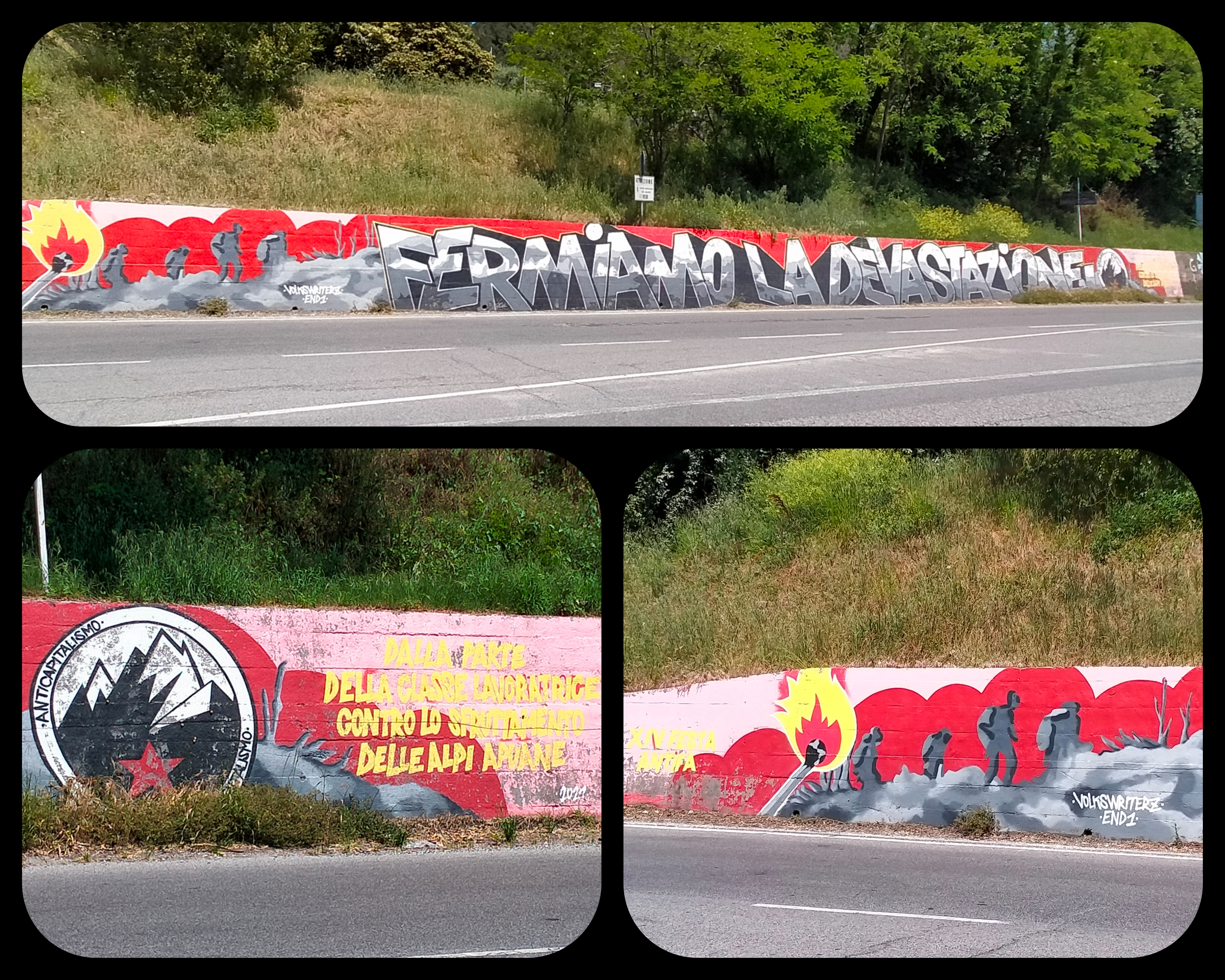
Antikapitalistisches No Cav-Graffiti entlang der Strada Statale 1 Via Aurelia bei Montignoso

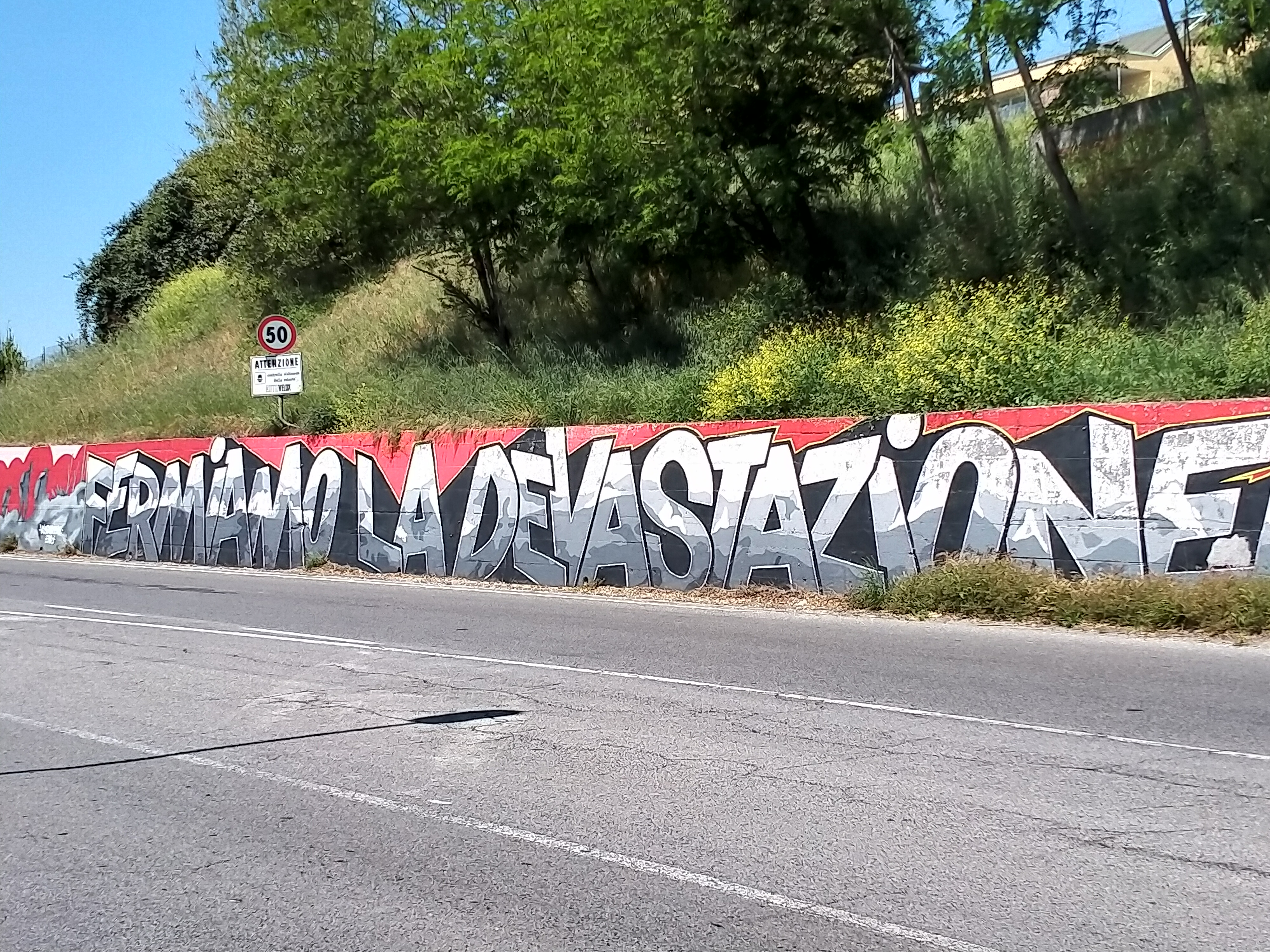
Detail des Graffito No Cav in Montignoso

Die Confindustria, einige Steinbrucharbeitergewerkschaften, einige politische Parteien und lokale Verwalter sowie Steinbruchbefürworter haben die No-Cav-Bewegung häufig kritisiert.
Die häufigsten davon beziehen sich auf die Tatsache, dass Steinbrüche Wohlstand und Arbeitsplätze schaffen, die verschwinden würden, wenn die Ziele von No Cav erreicht würden. Letztere haben daraufhin detaillierte Pläne für die wirtschaftliche Umstellung vorgelegt, die darauf abzielen, die Beschäftigung und den Wohlstand in dem Gebiet zu erhalten oder sogar zu steigern. Darüber hinaus haben sie häufig die von den Industriellen vorgelegten Daten angefochten und ihnen vorgeworfen, sie würden „Erpressung in Sachen Beschäftigung“ betreiben und einen „falschen Konflikt zwischen Umwelt und Beschäftigung“ konstruieren.
Ein weiterer Vorwurf an die Bewegung ist die Verbreitung falscher oder verzerrter Informationen. Auf diese Feststellung haben die No Cav mit der Vorlage detaillierter und umfangreicher Dossiers reagiert, die oft in Zusammenarbeit mit Experten erstellt wurden, wie z. B. der Legambiente Report Cave.
Die Befürworter der Steinbrüche sind außerdem der Meinung, dass No Cav die Tradition und die Identität des apuanischen Gebiets, das seit jeher dem Marmorabbau gewidmet ist, nicht respektieren würde. Die No Cav kontert diese Kritik mit dem Hinweis, dass der traditionelle Marmorabbau schon vor Jahrzehnten zugunsten des heutigen, viel deutlicheren industriellen Abbaus verschwunden ist, der nichts mit der historischen Identität der Apuanischen Alpen zu tun hat.
Nach der Verbreitung eines E-Mail-Austauschs zwischen der historischen Aktivistin Franca Leverotti (Mitglied der GrIG und damalige Präsidentin von Italia Nostra) und einigen öffentlichen Einrichtungen verklagte ein Marmorindustrieller sie 2018 wegen Verleumdung und übler Nachrede, doch das Gericht wies die Klage ab, da die Angaben der Aktivistin der Wahrheit entsprächen. Im Anschluss an denselben Bericht wurde von der Gemeinde Vagli Sotto eine zweite Klage gegen sie eingereicht, diesmal wegen Imageschädigung, mit einer Schadensersatzforderung in Höhe von 5,5 Millionen Euro. Die No-Cav-Demonstranten vor dem Gericht brachten ihre Solidarität mit ihr zum Ausdruck. Im Jahr 2022 entschied das Zivilgericht von Massa am Ende eines langwierigen Prozesses, dass die Klage unbegründet sei, und verurteilte stattdessen den ehemaligen Bürgermeister Mario Puglia und die Gemeinde Vagli Sotto zur Zahlung von jeweils 6.700.000 Euro an Gerichtskosten.
Der Bewegung wurde damals vorgeworfen, ein Klima des Hasses gegenüber den Steinbrucharbeitern und dem Bergbau zu schaffen und keinen Dialog mit der anderen Seite zu wollen, sondern mitunter eine aggressive Haltung einzunehmen. Die No Cav wies diese Anschuldigungen zurück und erklärte, dass genau das Gegenteil der Fall sei. In diesem Zusammenhang ist darauf hinzuweisen, dass die Bewegung Salviamo le Apuane im Jahr 2021 eine Hypothese zur Vermittlung und Lösung des Umweltkonflikts in den Apuanischen Alpen vorschlug, die von der Partei Europa Verde sofort aufgegriffen wurde.
Zeitweise wurde die Bewegung auch wegen angeblicher Sabotage und ökoterroristischer Anschläge, Beleidigungen, Drohungen, Hausfriedensbruch und anderer Straftaten angeklagt.
Am 17. Februar 2021 geriet das Auto des Präsidenten des Regionalen Naturparks Apuanische Alpen, Alberto Putamorsi, in der Nacht in Brand. Seit das Haus des Präsidenten im Mai 2020 im Rahmen einer Untersuchung über Korruption und manipulierte Ausschreibungen durchsucht wurde, die journalistisch als „System Vagli“ bekannt ist (nach dem Namen des Dorfes Vagli Sotto, das im Mittelpunkt der Untersuchung stand) und die auch zur Beschlagnahmung von Cava Prispoli geführt hatte, richtete sich der Verdacht für den Brand sowohl gegen die Marmorwelt als auch gegen Umweltschützer.
Im August 2021 gab es einen mutmaßlichen Angriff auf einen Steinbruch in Gorfigliano, bei dem in der Nacht einige mechanische Geräte in Brand gesetzt wurden; eine Tat, von der sich Umweltschützer distanzierten und zu der eine Untersuchung läuft.
Anschuldigungen wegen gewalttätiger oder illegaler Aktionen wurden von der No Cav stets zurückgewiesen, die sich mit den Opfern solidarisch zeigte.